# Vzhodni blok
Vzhodni blok, znan tudi kot komunistični blok, socialistični blok in sovjetski blok predstavlja skupino komunističnih držav Srednje in Vzhodne Evrope, Azije, Afrike in Latinske Amerike, ki so hladno vojno (1947–1991) tesno sodelovale s Sovjetsko zvezo v času. Te države so sledile marksistično-leninistični ideologiji kot nasprotje kapitalističnemu Zahodnemu bloku. Med hladno vojno je bilo svetovno prebivalstvo pogosto razdeljeno na tri »svetove«. »Prvi svet« je predstavljal kapitalistične države Zahodnega bloka, »drugi svet« države Vzhodnega bloka pod vplivom Sovjetske zveze, »tretji svet« pa na neuvrščene države, ki niso bile neposredno vključene v hladno vojno. Vključeval je tudi države v Afriki, Aziji in Latinski Ameriki. Tudi nekdanja sovjetska zaveznica Jugoslavija, čeprav je bila del Evrope in sprva zaveznik Sovjetske zveze, je kasneje sledila neuvrščeni politiki in ni bila šteta kot del Vzhodnega ali Zahodnega bloka.
V Zahodni Evropi je izraz Vzhodni blok običajno označeval ZSSR ter države Srednje in Vzhodne Evrope v SEV-u (Vzhodna Nemčija, Poljska, Češkoslovaška, Madžarska, Romunija, Bolgarija in Albanija). V Aziji je Vzhodni blok zajemal Mongolijo, Vietnam, Laos, Kampučijo, Severno Korejo, Južni Jemen in Kitajsko. V Amerikah so države, ki so se pridružile Sovjetski zvezi, vključevale Kubo od leta 1961 in za omejena obdobja Grenado.

## Terminologija
Izraz Vzhodni blok se je pogosto uporabljal kot sopomenka za drugi svet, kar je vključevalo širok spekter držav pod vplivom ali podporo Sovjetske zveze ali drugih marksistično-leninističnih režimov. TTa najširša definicija vključuje ne le maoistično Kitajsko in Kambodžo, temveč tudi kratkotrajne sovjetske satelite, kot so Druga vzhodnoturkestanska republika (1944–1949), Ljudska republika Azerbajdžan (1945–1946) in Republika Mahabad (1946), kot tudi marksistično-leninistične države na meji med drugim in tretjim svetom: Ljudska demokratična republika Jemen (od 1967), Ljudska republika Kongo (od 1969),  Ljudska republika Benin, Ljudska republika Angola in Ljudska republika Mozambik od leta 1975, Ljudska revolucionarna vlada Grenade od 1979 do 1983, Derg/Ljudska demokratična republika Etiopija od 1974 in Somalska demokratična republika od 1969 do Ogadenske vojne leta 1977. Čeprav vodstvo Baasistične Sirije ni bilo marksistično-leninistično, se je državo uradno štelo za del Socialističnega bloka in je vzpostavilo tesno gospodarsko in vojaško zavezništvo s Sovjetsko zvezo.
Med hladno vojno so predstavniki Zahodnega bloka včasih obtoževali države, ki so bile del Gibanja neuvrščenih, da sodelujejo z Vzhodnim blokom. Najožja definicija Vzhodnega bloka bi obsegala le države Varšavskega pakta in Ljudsko republiko Mongolijo, ki so bile najbolj pod vplivom Sovjetske zveze. Kuba, kljub temu da je bila pod vplivom Sovjetske zveze, je včasih izvajala samostojno zunanjo politiko, vključno s posredovanjem v drugih državah Tretjega sveta tudi v primerih, ko je Sovjetska zveza temu nasprotovala.
Po letu 1991 je uporaba izraza Vzhodni blok postala bolj omejena, običajno se nanaša na države, ki so bile del Varšavskega pakta (1955–1991) in Mongolijo (1924–1991). V širšem smislu se ta izraz včasih uporablja za opisovanje »držav Vzhodne Evrope pod komunizmom«, pri čemer se izključi Mongolija, vendar se vključita Jugoslavija in Albanija. Obe državi se razšli s Sovjetsko zvezo v šestdesetih letih prejšnjega stoletja.
Po letu 1948 Jugoslavija ni bila več članica SEV-a ali Varšavskega pakta. Po odcepitvi od Sovjetske zveze leta 1948 je Jugoslavija zavzela unikaten položaj, saj so jo z njo povezovale globoke ideološke vezi in podoben politično-gospodarski sistem, zato se je specifično odzivala na politične pretrese in poskuse reform v vzhodnoevropskih državah. Kot ustanovna članica Gibanja neuvrščenih je Jugoslavija igrala ključno vlogo v politiki medblokovske nepristranskosti. Medtem ko nekateri viri še vedno štejejo Jugoslavijo za del Vzhodnega bloka, drugi menijo, da razhod s Sovjetsko politiko v med Titom in Stalinom leta 1948 dokončno izključuje Jugoslavijo iz članstva v Vzhodnem bloku.

## Seznam držav

### Svet za vzajemno gospodarsko pomoč (1949–1991) in Varšavski pakt (1955–1991)
- Albanija (1946–1991, prenehala sodelovati v SEV-u in v Varšavskem paktu leta 1961, nato uradno izstopila leta 1968 iz VP in leta 1987 iz SEV-a)
- Bolgarija (1946–1990)
- Kuba (od 1959)
- Češkoslovaška (1948–1989)
- Vzhodna Nemčija (1949–1989; prej kot Sovjetska okupacijska cona Nemčije, 1945–1949)
- Madžarska (1949–1989)
- Mongolija (1924–1990)
- Poljska (1947–1989)
- Romunija (1947–1989, omejeno sodelovanje v aktivnostih Varšavskega pakta po letu 1964)[c]
- Sovjetska zveza (1922–1991; prej kot Ruska SFSR, 1917–1922)
  -  Beloruska SSR (1919–1991, članica OZN od 1945)
  -  Ukrajinska SSR (1919–1991, članica OZN od 1945)
- Vietnam (1976–1989, prej kot Severni Vietnam 1945–1976 in Južni Vietnam 1975–1976)

### Druge pridružene države
- Afganistan (1978–1991)
- Angola (1975–1991)
- Benin (1975–1990)
- Kitajska (1949–1961)[d]
- Kongo (1969–1991)
- Etiopija (1987–1991, prej kot Začasna vojaška vlada socialistične Etiopije, 1974–1987)
- Grenada (1979–1983)
- Kampučija (1979–1989)
- Severna Koreja (1948–1990, prej kot Sovjetska civilna uprava v Koreji, 1945–1948)
- Laos (1975–1989)
- Mozambik (1975–1990)
- Somalija (1969–1991; prekinitev zavezništva 1978)
- Južni Jemen (1967–1990)
- Jugoslavija (1945–1948)[e]

## Zgodovina ustanovitve
Leta 1922 so Ruska SFSR, Ukrajinska SSR, Beloruska SSR in Zakavkaška SFSR formalno potrdile Pogodbo o ustanovitvi ZSSR in Deklaracijo o ustanovitvi ZSSR, kar je označilo uradni začetek Sovjetske zveze. Sovjetski voditelj Josif Stalin je Sovjetsko zvezo označil kot »socialistični otok«. S tem je poudaril izolacijo in razliko v političnem in ekonomskem sistemu v primerjavi s kapitalističnim svetom, ki je prevladoval v večini drugih držav. Izrazil je prepričanje, da mora Sovjetska zveza stremeti k »nadomeščanju sedanjega kapitalističnega obkoljevanja s socialističnim obkoljevanjem«.

### Širitev Sovjetske zveze od 1939 do 1940
Leta 1939 je ZSSR in nacistična Nemčija sklenila pakt Molotov-Ribbentrop., ki je vseboval tajni protokol. Ta protokol je določal delitev vplivnih sfer med obema državama na ozemlju Romunije, Poljske, Latvije, Litve, Estonije in Finske.  Po tem sporazumu so bili vzhodna Poljska, Latvija, Estonija, Finska in Besarabija v severni Romuniji priznane kot deli sovjetskega vplivnega območja. Litva, ki sprva ni bila vključena, je bila dodana k sovjetskemu vplivnemu območju v drugem tajnem protokolu septembra 1939.
Dva tedna po nemški invaziji na zahodno Poljsko leta 1939 je Sovjetska zveza napadla dele vzhodne Poljske, ki so ji bili dodeljeni po paktu Molotov-Ribbentrop. To dejanje je bilo usklajeno z nemškimi silami, ki so že bile prisotne na Poljskem. Med sovjetsko okupacijo vzhodne Poljske so sovjetske oblasti razpustile poljsko državo. Na nemško-sovjetskem srečanju so razpravljali o prihodnji strukturi »poljske regije«. Sovjetska administracija je takoj začela s kampanjo sovjetizacije novo priključenih območij. To je vključevalo kolektivizacijo kmetijstva in nacionalizacijo in prerazporedile zasebne in državne poljsko lastnine.
Sredi junija 1940 so sovjetske enote NKVD vdrle na mejne postaje Litve, Estonije in Latvije, kar je bil začetek sovjetske zasedbe teh držav. Temu je sledila likvidacija nacionalnih državnih uprav in njihovo zamenjavo s sovjetskimi kadri. Volitve v parlament in druge državne urade so potekale z enim samim prosovjetskim kandidatom, pri čemer so uradni volilni rezultati pokazali izjemno visoko podporo, in sicer 92,8 odstotka v Estoniji, 97,6 odstotka v Latviji in 99,2 odstotka v Litvi, kar kaže na prirejanje rezultatov. Ljudske skupščine so razglasile priključitev vsake od teh treh držav k Sovjetski zvezi kot »sovjetske socialistične republike« in zahtevale njihov sprejem v Sovjetsko zvezo. Ta priključitev je bila formalizirana avgusta 1940. Mednarodna skupnost je to dejanje obsodila in ga označila za nezakonito.
Leta 1939 je Sovjetska zveza izvedla neuspešen poskus invazije na Finsko, kar je vodilo do začasne mirovne pogodbe med državama. Po tej pogodbi je Sovjetska zveza pridobila vzhodno regijo Karelije, ki predstavlja približno10% finskega ozemlja. Na pridobljenih ozemljih je bila nato ustanovljena Karelo-finska sovjetska socialistična republika, ki je nastala z združitvijo teh ozemelj z KASSR. V nadaljevanju, junija 1940, je Sovjetska zveza Romuniji posredovala ultimat, ki je zahteval predajo Besarabije, Bukovine in regije Herca. Po tem, ko je Romunija popustila sovjetskim zahtevam, so sovjetske sile vstopile in zasedle ta ozemlja.

### Vzhodna fronta in zavezniške konference
Junija 1941 je Nemčija z napadom na Sovjetsko zvezo prekršila pakt Molotov-Ribbentrop. Od časa te invazije do leta 1944 so bila ozemlja, ki jih je priključila Sovjetska zveza, del nemškega Ostlanda (razen Moldavske SSR). V odziv na to je Sovjetska zveza v okviru protiofenziv na vzhodni fronti sprožila vrsto vojaških operacij, s katerimi so postopoma potisnili nemške sile proti zahodu.
Po koncu druge svetovne vojne na sovjetsko-finski meji sta Sovjetska zveza in Finska leta 1944 podpisali nov mirovni sporazum, s katerim je bilo leta 1944 določen del finskih ozemelj odstopljenih Sovjetski zvezi. Ta ozemlja, ki so bila že predmet začasnega mirovnega sporazuma iz leta 1944, so bila nato aneksirana in vključena v Karelo-Finsko Sovjetsko socialistično republiko.
Od leta 1943 do 1945 so potekale številne konference, ki so obravnavale ureditev povojne Evrope, ki so obravnavale, vključno z vprašanjem morebitnega sovjetskega nadzora nad državami Srednje Evrope. Na teh srečanjih so se oblikovali različni načrti za politično prihodnost te regije. Medtem ko je Josif Stalin težil k širitvi sovjetskega vpliva in kontrole nad čim večjimi deli Srednje Evrope, je britanski premier Winston Churchill predlagal ustanovitev Srednjeevropske Podonavske konfederacije, ki bi služila kot protiutež tako Nemčiji kot Sovjetski zvezi. Churchillov pristop do Sovjetske zveze in njene vloge v Srednji Evropi je bil bistveno drugačen od pristopa ameriškega predsednika Franklina D. Roosevelta, ki je Stalina opisoval kot tiranskega voditelja zavrženega sistema, primerljivega z »hudičem«.
Ko so Roosevelta opozorili na možnost, da bi Stalinova diktatura prevzela nadzor nad delom Evrope, je Roosevelt izrazil svoje mnenje, v katerem je povzel svoje razmišljanje o odnosih s Stalinom: «Preprosto imam občutek, da Stalin ni takšen človek. ... Mislim, da če mu dam vse, kar lahko, in od njega ne zahtevam ničesar v zameno, noblesse oblige, ne bo poskušal ničesar priključiti in bo z mano sodeloval za svet demokracije in miru.« Na srečanju med Stalinom in Rooseveltom v Teheranu leta 1943 je Churchill izjavil, da je za Britanijo ključnega pomena obnovitev Poljske kot neodvisne države. Britanija na zadevo ni pritiskala zaradi strahu, da bi postala vir medzavezniških trenj.
Na Jaltski konferenci februarja 1945 je Stalin zahteval, da Sovjetska zveza pridobi sfero političnega vpliva v Srednji Evropi. Churchill in Roosevelt sta nasprotovala njegovi zahtevi po razkosanju Nemčije. Stalin je izjavil, da bo Sovjetska zveza obdržala ozemlje vzhodne Poljske, ki so ga že zavzeli z invazijo leta 1939, in želel je imeti na oblasti prosovjetsko poljsko vlado v preostalem delu Poljske.  Po odporu Churchilla in Roosevelta je Stalin obljubil reorganizacijo trenutne prosovjetske vlade na Poljskem na širši demokratični osnovi. Izjavil je, da bo glavna naloga nove vlade priprava in izvedba volitev.
Na Jaltski konferenci so se zavezniške sile dogovorile tudi o tem, da bodo državam osvobojene Evrope in nekdanjim satelitskim državam osi omogočile, da ustvarijo demokratične institucije po lastni izbiri. To je bilo skladno s pravico vseh narodov do izbire oblike vlade, pod katero bodo živeli,  kar je poudarjalo pomen samoodločbe in demokratičnega upravljanja. Prav tako so se zavezali, da bodo tem državam pomagali oblikovati začasne vlade, ki se bodo zavezale k čimprejšnji ustanovitvi s svobodnimi volitvami in nudili podporo pri organizaciji in izvedbi teh volitev.
Na začetku Potsdamske konference, ki je potekala julija in avgusta 1945 po brezpogojni predaji Nemčije, je Stalin ponovil prejšnje obljube Churchillu, da se bo vzdržal sovjetizacije Srednje Evrope. Poleg vprašanj reparacij je Stalin izrazil tudi interes za vojni plen, ki bi Sovjetski zvezi omogočil neposredno zaplembo premoženja v osvojenih državah, brez omejitev količine ali kakovosti. V ta namen je bila dodana klavzula, ki je zaplembo dovoljevala, vendar z določenimi omejitvami.

## Prikrita dinamika transformacije
Sprva so Sovjeti prikrivali svojo vlogo pri oblikovanju politik v državah Vzhodnega bloka, pri čemer je zunanji videz političnih sprememb v teh državah spominjal na zahodne »buržoazne demokracije«. Tipičen primer tega pristopa je bilo navodilo mlademu komunistu v Vzhodni Nemčiji, da »mora vse izgledati demokratično, vendar moramo imeti mi vse pod nadzorom«. Stalin je menil, da je socialno-ekonomska transformacija ključna za vzpostavitev sovjetskega nadzora, kar je bilo v skladu z marksistično-leninistično ideologijo, po kateri materialne osnove in razporeditev proizvodnih sredstev oblikujejo družbene in politične odnose. Pri tem je Sovjetska zveza uporabljala tudi sklicevanje na skupne kulturne značilnosti, da bi utrdila svoj vpliv nad državami Vzhodne Evrope.
Na ključne položaje oblasti v državah Vzhodnega bloka so bili postavljeni kadri, usposobljeni v Moskvi, s ciljem izvajanja ukazov za družbenopolitične transformacije.
Med prioritetnimi ukrepi je bila razlastitev zemljiškega in industrijskega premoženja buržoazije, ki je bila izvedena z namenom odprave njihove družbene in finančne moči. Ti ukrepi so bili javno predstavljeni kot »reforme« , čeprav so dejansko pomenili družbenoekonomsko preobrazbo. V večini držav, razen sprva na Češkoslovaškem, so bile politične stranke zavezane slediti »blokovski politiki«, kar je pomenilo, da so sčasoma morale postati del »antifašističnega bloka« in delovati le na osnovi medsebojnega »soglasja«. Ta blokovski sistem je Sovjetski zvezi omogočal posredno izvajanje nadzora v teh državah.
Ključni oddelki, vključno s tistimi, ki so bili odgovorni za osebje, splošno varnost, tajno policijo in mladinske organizacije, so bili pod strogim vodstvom komunističnih strank. Moskovski kadri so med osebjem razlikovali med »progresivnimi silami« in »reakcionarnimi elementi'«, slednjim so postopoma odvzeli vse vplivne pozicije. Ta proces je potekal tako dolgo, dokler komunisti niso dosegli neomejene oblasti, v političnem življenju pa so ostali le tisti politiki, ki so brezpogojno podpirali sovjetsko politiko.

## Dogodki, ki so spodbudili strožji nadzor nad državami Vzhodnega bloka

### Zavrnitev Marshallovega načrta
Junija 1947, po tem ko so Sovjeti zavrnili pogajanja o morebitni ublažitvi omejitev nemškega razvoja, so Združene države objavile Marshallov načrt. Ta obsežen program ameriške pomoči je bil vsem evropskim državam, vključno s Sovjetsko zvezo in državami Vzhodne Evrope. Sovjetska zveza je načrt zavrnila in zavzela trdo linijo proti ZDA in nekomunističnim evropskim državam. Češkoslovaška in Poljska sta pokazali interes za pomoč ZDA, kar je povzročilo močno sovjetsko zaskrbljenost
Jan Masaryk, češkoslovaški zunanji minister, je bil zaradi svojega razmišljanja o pridružitvi načrtu celo poklican v Moskvo, kjer ga je Stalin zaradi tega grajal. Poljski premier Józef Cyrankiewicz je bil za poljsko zavrnitev načrta nagrajen s petletnim trgovinskim sporazumom, ki je vključeval 450 $ milijonov kredita, 200.000 ton žita, težko mehanizacijo in tovarne.
Julija 1947 je Stalin naročil državam, naj se umaknejo iz Pariške konference o Programu za obnovo Evrope, kar so označili kot »trenutek resnice« v povojni delitvi Evrope. Ta korak je bil uvod v sovjetska prizadevanja za večji nadzor nad državami Vzhodnega bloka in opustitev demokratičnih institucij. Ko je na madžarskih volitvah avgusta 1947 postalo jasno, da bi nekomunistične stranke lahko kljub hudemu pritisku pridobile več kot 40% glasov, so sovjetske oblasti uvede represije za likvidacijo vseh neodvisnih političnih sil.
V Bolgariji se je istega meseca začelo uničevanje opozicije, na podlagi navodil sovjetskih kadrov. Na srečanju komunističnih strank v Szklarski Porębi konec septembra 1947 so komunistične strankeVzhodnega bloka obtožili, da so v svojih državah med pripravo na Marshallov načrt dopustile vpliv nekomunistov.

### Blokada Berlina in zračni most
V Berlinu, nekdanji nemški prestolnici, ki je bila obdana s sovjetsko okupirano Nemčijo, je Stalin 24. junija 1948 uvedel Berlinsko blokado. To je pomenilo prekinitev vseh kopnih dostavnih poti za hrano, material in druge zaloge v Zahodni Berlin. Uvedba blokade je bila delno odziv na rezultate lokalnih volitev oktobra 1946, na katerih je Socialdemokratska stranka Nemčije močno premagala Socialističnl enotnl strankl Nemčije (SED). Dobila le dvainpolkrat več glasov kot SED. Kot odgovor na blokado so Združene države Amerike, Velika Britanija, Francija, Kanada, Avstralija, Nova Zelandija in več drugih organizirale Berlinski zračni most. Ta projekt je zagotovil nujno potrebne zaloge hrane in drugih dobrin prebivalcem Zahodnega Berlina.
Sovjetske oblasti so poskušale ovirati volitve v letu 1948 z javno kampanjo proti zahodni politiki, medtem ko je 300.000 Berlinčanov demonstriralo v podporo nadaljevanju mednarodnega zračnega mostu. Maja 1949 je Stalin umaknil blokado in dovolil nadaljevanje zahodnih pošiljk v Berlin, s čimer je priznal neuspeh svoje politike izolacije Zahodnega Berlina.

### Spor med Titom in Stalinom
Po nesoglasjih med jugoslovanskim voditeljem Josipom Brozom Titom in Sovjetsko zvezo glede politike v Grčiji in Albaniji je prišlo do razkola med Titom in Stalinom, čemur je junija 1948 sledila izključitev Jugoslavije iz Informbiroja. V Beogradu je sledil neuspešen sovjetski poskus puča. Ta razkol je ustvaril dve ločeni komunistični sili v Evropi in v Vzhodnem bloku sprožil kampanjo proti titoizmu, v kateri so bili Titovi agenti in agenti Zahoda opisani kot sodelavci v podtalnih dejavnosti.
Stalin je Informbiro preoblikoval v orodje za nadzor nad notranjimi zadevami drugih komunističnih strank Vzhodnega bloka., kar je vključevalo spodbujanje notranjih konfliktov in obtoževanje visokorangiranih članov strank, ki so na kakršenkoli način odstopali od uradne politike. Začelo se je prizadevanje za oslabitev moči voditeljev komunističnih strank. Ta pristop je vodil do preganjanja in odstranitve številnih pomembnih partijskih kadrov, zlasti v Vzhodni Nemčiji.
Albanija, pod vodstvom Enverja Hoxha, je bila prva država, ki je občutila posledice tega pristopa, in je spremenil svojo politično usmeritev usmeritev proti Jugoslaviji. Na Poljskem so voditelja Władysław Gomułka, zaradi njegovih projugoslovanskih stališč, v začetku septembra 1948 odstavili s položaja generalnega sekretarja stranke in zaprli. V Bolgariji so Traiča Kostova, ki ni bil moskovski kader, a je bil naslednji v vrsti za vodstvo, po ukazu Stalina junija 1949 aretiral in usmrtili. Zaprtih je bilo tudi več drugih visokih bolgarskih uradnikov. Stalin in madžarski voditelj Mátyás Rákosi sta organizirala zrežirano sojenje Rákosijevemu nasprotniku Lászlu Rajku, ki je bil nato usmrčen. Vsi ti dogodki so bili del Stalinovih prizadevanj za ohranitev ideološke enotnosti in vpliva Moskve v Vzhodni Evropi, kot tudi utrditev moči lokalnih komunističnih elit.
Pristaniško mesto Trst je bilo po drugi svetovni vojni v središču pozornosti. Do prekinitve odnosov med Titom in Stalinom je mesto predstavljalo točko nesoglasij med zahodnimi silami in Vzhodnim blokom. Svobodno tržaško ozemlje je bilo območje pod kontrolo Združenih narodov od 1947 do 1954 leta. S Spomenico o soglasju iz leta 1954 (t. i. londonski sporazum) je STO dejansko prenehalo obstajati., razdeljeno je bilo na dva dela Večji del cone A (z izjemo Plavij) je bil dodeljen Italiji, cona B pa Jugoslaviji (oz. znotraj nje Sloveniji in Hrvaški), s čimer je prišlo do sprostitve odnosov med Zahodom in Titovo Jugoslavijo.

## Politika
Politika v državah Vzhodnega bloka, čeprav je bila sprva zasnovana institucionalno po komunističnem modelu, ki ga je uvedel Josif Stalin, se je nadalje razvijala različno od države do države. V satelitskih državah so oblasti po začetnih mirovnih pogodbah sprejele ukrepe proti politični opoziciji in hkrati uvedle ključne reforme v smeri socializma, pri čemer so voditelji v Kremlju okrepili nadzor nad temi državami. Že od začetka je Stalin usmerjal sisteme, ki so se namerno oddaljevali od zahodnih modelov, kot so tržna gospodarstva in parlamentarne demokracije, ki so v sovjetski terminologiji pogosto označene kot »buržoazna demokracija«. To je vodilo do nastanka držav z centralizirano politično močjo, podprtih z obsežnim represivnim aparatom, ter osredotočene na marksistično-leninistično ideologijo.
Vendar pa ostanki demokratičnih institucij niso bili nikoli popolnoma uničeni, kar je povzročilo pojav institucij, ki so po obliki spominjale na tiste v demokratičnih državah zahodnega tipa, vendar pa v resnici niso delovale na podoben demokratičen način. Te institucije so večinoma služile kot orodje za legitimizacijo avtoritarnega vladanja, saj dejansko niso omogočale demokratičnega nadzora ali participacije javnosti. Parlamenti so bili sicer formalno izvoljeni, vendar so se njihova zasedanja odvijala le nekaj dni na leto, z namenom legitimizacije odločitev politbiroja.
V vsakem režimu je bil prvi oz. generalni sekretar Centralnega komiteja vsake komunistične partije najmočnejša osebnost. Partije, ki so bile pod nadzorom politbiroja, niso imele množičnega članstva, ampak so sledile leninistični tradiciji, manjše, selektivne stranke s skupino izbranih, popolnoma predanih in politično zavednih članov, ki so bili pripravljeni slediti vodstvu brez vprašanj.

### Politične in državljanske omejitve
V državah Vzhodnega bloka so politične in državljanske omejitve vključevale stroge emigracijske politike in omejitve na področju civilne družbe, ki se zunaj partije in državnega nadzora ni smela uveljaviti, razen v nekaterih izjemah, kot je bila Poljska v osemdesetih letih. Institucionalna zasnova komunističnih sistemov je temeljila na zavračanju principov vladavine prava, pri čemer je bila oblast koncentrirana v rokah partije in njenih voditeljev. Zaradi majhnega števila politično zaupanja vrednih oseb v zgodnjih fazah, so bile številne pomembne pozicije zasedene z nekomunisti. , ki pa so jih zamenjali, ko so moskovski kadri začeli z obsežnimi partijskimi programi za usposabljanje kadrov, ki bi ustrezali političnim zahtevam.
Komunistični režimi v Vzhodnem bloku so marginalne skupine opozicijskih intelektualcev videli kot na potencialno grožnjo. Zatiranje vsakršnega nestrinjanja je veljalo za ključno za ohranjanje oblasti, kar je v nekaterih primerih vključevalo obsežne operacije tajnega nadzora. Po totalitarni začetni fazi je po Stalinovi smrti prišlo do posttotalitarnega obdobja, kjer so režimi prešli od množičnega terorja k selektivni represiji, skupaj z ideološkimi in družbenopolitičnimi strategijami zagotavljanja lojalnosti.
Politična policija je bila jedro sistema nadzora, njena imena pa so postala sinonim za grožnjo nasilja proti tistim, ki so se aktivno upirali državi. Vladavino komunistične partije so izvajale različne državne in tajne policijske organizacije:
- V Vzhodni Nemčiji so delovale Stasi, Volkspolizei in KdA
- V Sovjetski zvezi KGB
- Na Češkoslovaškem STB in LM
- V Bolgariji KDS
- V Albaniji Sigurimi
- Na Madžarskem ÁVH in Munkásőrség
- V Romuniji Securitate in GP
- Na Poljskem Urząd Bezpieczeństwa, Służba Bezpieczeństwa in ZOMO

### Omejevanje medijev in informacij
Med komunističnim obdobjem so bili tisk in druge medijske organizacije tesno povezani s komunistično partijo, ki je pogosto imela neposreden nadzor nad njimi. Do konca osemdesetih let 20. stoletja so bile radijske in televizijske organizacije Vzhodnega bloka v državni lasti, medtem ko so tiskani mediji večinoma pripadali političnim organizacijam, predvsem lokalnim enotam komunistične partije. Mladinske časopise in revije so izdajale mladinske organizacije, povezane s komunističnimi partijami.
Nadzor nad mediji je bil ključni del državne cenzure, ki je delovala pod nadzorom komunistične partije. Mediji so imeli osrednjo vlogo pri nadzoru informacij in vplivanju na družbo., pri čemer so komunistične oblasti verjele, da je nadzor nad informacijami in njihovo predstavitvijo javnosti bistven za vzdrževanje in krepitev njihove moči. Ta nadzor je vključeval regulacijo vsebin in cenzuro kakršnih koli informacij, ki bi lahko ogrozile ideološko uniformnost ali izzvale avtoriteto partije.
Kot odziv na omejen dostop do neodvisnih informacij so zahodne države investirale v zmogljive oddajnike, ki so omogočili širjenje radijskih storitev, kot so BBC, VOA in Radio Free Europe (RFE), ki so bile slišne tudi znotraj Vzhodnega bloka.

### Oboroževalna tekma
Hladna vojna, ki se je začela kmalu po koncu druge svetovne vojne,  je povzročila obsežno oboroževalno tekmo med Sovjetsko zvezo in ZDA oziroma med državami članicami Severnoatlantske zveze (NATO) na eni strani ter državami Varšavskega pakta na drugi. To obdobje je zaznamovalo izrazito povečanje naložb v razvoj in proizvodnjo orožja, zlasti orožja za množično uničevanje. Tekma je potekala v okviru obsežnih in naprednih raziskovalnih programov, ki so jih obe strani financirale z namenom zagotavljanja vojaške premoči in vzajemno zagotovljenega uničenja, kar naj bi preprečilo neposredni oboroženi spopad.
Oboroževalna tekma med Sovjetsko zvezo in Združenimi državami Amerike se je začela takoj po drugi svetovni vojni, ko so ZDA pridobile prednost zaradi svojega arzenala atomskih bomb, ki so jih uporabile v napadih na Hirošimo in Nagasaki avgusta 1945. Sovjetska zveza je intenzivirala svoja prizadevanja v jedrski tehnologiji in 29. avgusta 1949 izvedla prvi preizkus atomske bombe. Ta dogodek je uradno označil začetek jedrske oboroževalne tekme. Zgodnje prizadevanje Sovjetov za pridobitev urana iz držav Vzhodnega bloka in kasnejše odkritje domačih virov urana so bili ključni za njihov jedrski program. Sovjeti so uran dobivali iz rudnikov na vzhodu Nemčije, iz Češkoslovaške, Bolgarije in Poljske. Sčasoma so odkrili vire urana na svojem ozemlju. S tem poskusom se je rodila svetovna velesila, pomenil pa je tudi začetek 40-letnega obdobja jedrskih poskusov Sovjetske zveze in konec ameriškega monopola nad jedrskim orožjem. 
Sovjetska zveza je uporabljala ozemlja držav Vzhodnega bloka za namestitev vojaških baz in opreme, kar je omogočalo strateško razpršitev svojih vojaških sil bližje zahodnim mejam NATO. To je vključevalo namestitev raket srednjega dosega in drugih strateških orožij. Nekatere države Vzhodnega bloka so prispevale k skupnim vojaškim in tehnološkim raziskavam pod sovjetskim vodstvom. Države Vzhodnega bloka so imele pomembno vlogo pri proizvodnji vojaške opreme in streliva, ki je podpirala sovjetska prizadevanja v oboroževalni tekmi. Industrije teh držav so bile pogosto usmerjene v izpolnjevanje potreb Varšavskega pakta. Zagotavljale so vojake za skupne vojaške vaje in operacije pod okriljem Varšavskega pakta, kar je kreiralo občutek enotnosti in medsebojne vojaške podpore med članicami.
Kljub njihovi vlogi v širšem kontekstu hladne vojne so imele te države omejen samostojen vpliv na politike oboroževalne tekme, saj so bili njihovi vojaški in zunanji aparati močno pod vplivom Moskve. To je pomenilo, da so se njihove dejavnosti v veliki meri usklajevale z interesi Sovjetske zveze, namesto da bi sledile lastnim nacionalnim interesom.

## Religija
V širšem kontekstu Vzhodnega bloka je bila uradna politika številnih komunističnih držav usmerjena v promocijo državnega ateizma kot del svoje ideologije V vzhodnoevropskih državah, kjer sta nacionalna identiteta in vera tesno prepleteni, so nacionalne cerkve pogosto predstavljale simbole etnične in kulturne dediščine. V takih primerih so imele ključno vlogo v nacionalni zavesti in posledično za tarče sovjetskih represij.

## Omejitve izseljevanja in prebežniki
Leta 1917 je Rusija omejila izseljevanje z uvedbo nadzora nad potnimi listi in prepovedala izhod državljanom, ki so se udeležili oboroženih konfliktov. Po Pogodbi o ustanovitvi ZSSR leta 1922, sta tako Ukrajinska SSR kot Ruska SFSR izdali splošna pravila za potovanja, ki so prepovedala skoraj vse izhode, zaradi česar je bila zakonita emigracija nemogoča. S pomočjo notranjih kontrol potnih listov ter sistemom uradne registracije bivališč (Propiska) so močno omejile gibanje svojih državljanov znotraj Sovjetske zveze.
Vendar pa je v Vzhodni Nemčiji veliko ljudi pobegnilo v Zahodno Nemčijo, skupaj 197.000 leta 1950, 165.000 leta 1951, 182.000 leta 1952 in 331.000 leta 1953. Eden od razlogov za močno povečanje leta 1953 je bil strah pred morebitno nadaljnjo sovjetizacijo. Samo v prvih šestih mesecih leta 1953 jih je pobegnilo 226.000.
Z uradnim zaprtjem notranje nemške meje leta 1952 so meje berlinskega mestnega sektorja ostale precej bolj dostopne. Posledično je dejansko nastala »vrzel«, skozi katero so se državljani Vzhodnega bloka še vedno lahko prehajali na zahod. 3,5 milijona Vzhodnih Nemcev, ki so odšli do leta 1961, imenovani Republikflucht, so skupaj predstavljali približno 20% celotnega prebivalstva Vzhodne Nemčije. Avgusta 1961 je Vzhodna Nemčija postavila pregrado iz bodeče žice, ki se je sčasoma razširila v gradnjo Berlinskega zidu.

Kljub strogi politiki zaprtih meja, je več kot 75% tistih, ki so med letoma 1950 in 1990 emigrirali iz držav Vzhodnega bloka, to storilo na podlagi dvostranskih sporazumov o »etnični migraciji«. Približno 10% je bilo beguncev, migrantov po Ženevski konvenciji iz leta 1951. Posebej izstopa primer etničnih Judov iz Sovjetske zveze, ki so jim po seriji neprijetnih incidentov za Sovjete v 1970-ih letih dovolili izselitev v Izrael. S padcem železne zavese se je močno povečala migracija iz Vzhoda na Zahod. Med znanimi prebežniki Vzhodnega bloka je bila tudi hčerka Josifa Stalina Svetlana Alilujeva, ki se je po svojem prebegu leta 1967 odrekla Stalinu.

## Prebivalstvo
Države Vzhodnega bloka so imele visoko stopnjo rasti prebivalstva. Leta 1917 je imela Rusija, znotraj njenih sedanjih meja, 91 milijonov prebivalcev, ki so kljub ruski državljanski vojni narasli na 92,7 milijona v letu 1926 in 108 milijonov v letu 1939.  Kljub več kot 20 milijonov smrtnih žrtev med drugo svetovno vojno, je prebivalstvo Rusije do leta 1959 naraslo na 117,2 milijonov. Glede na Sovjetski popis leta 1989 je v Rusiji takrat živelo 147 milijonov ljudi.
V baltskih državah je politični in ekonomski sistem povzročil, da je bilo prebivalstvo približno polovico manjše, kot bi bilo pričakovano v primerjavi z državami kot so Danska, Finska in Norveška v letih 1939–1990. Slabe stanovanjske razmere so bile eden od dejavnikov za zmanjšanje rodnosti po celotnem Vzhodnem bloku, čeprav je bila rodnost še vedno višja kot v zahodnoevropskih državah. Zanašanje na splav zaradi pomanjkanja kontracepcije je prav tako prispevalo k znižanju rodnostne stopnje, kar je vodilo do pronatalističnih politik v poznih šestdesetih letih, vključno s strogim nadzorom nad splavi in propagandnimi spodbudami, kot je bila podelitev priznanja 'mati-junakinja' tistim Romunkam, ki so rodile deset ali več otrok.
Oktobra 1966 so v Romuniji uradno prepovedali uporabo vseh oblik umetne kontracepcije in uvedli obvezne teste nosečnosti za ženske v rodni dobi, s strogimi kaznimi za vse, ki so prekinile nosečnost. Kljub temu so se stopnje rodnosti še naprej zmanjševale, deloma zaradi neustrezno izvedenih splavov. Prebivalstvo držav Vzhodnega bloka je bilo naslednje:
| Država          | Površina (000-ih) | 1950 (mil) | 1970 (mil) | 1980 (mil) | 1985 (mil) | Letna stopnja rasti (1950–1985) | Gostota (1980) |
| --------------- | ----------------- | ---------- | ---------- | ---------- | ---------- | ------------------------------- | -------------- |
| Albanija        | 28,7              | 1,22       | 2,16       | 2,59       | 2,96       | +4,07%                          | 90,2/km2       |
| Bolgarija       | 110,9             | 7,27       | 8,49       | 8,88       | 8,97       | +0,67%                          | 80,1/km2       |
| Češkoslovaška   | 127,9             | 13,09      | 14,47      | 15,28      | 15,50      | +0,53%                          | 119,5/km2      |
| Madžarska       | 93,0              | 9,20       | 10,30      | 10,71      | 10,60      | +0,43%                          | 115,2/km2      |
| Vzhodna Nemčija | 108,3             | 17,94      | 17,26      | 16,74      | 16,69      | −0,20%                          | 154,6/km2      |
| Poljska         | 312,7             | 24,82      | 30,69      | 35,73      | 37,23      | +1,43%                          | 114,3/km2      |
| Romunija        | 237,5             | 16,31      | 20,35      | 22,20      | 22,73      | +1,12%                          | 93,5/km2       |
| Sovjetska zveza | 22.300            | 182,32     | 241,72     | 265,00     | 272,00     | +1,41%                          | 11,9/km2       |
| Jugoslavija     | 255,8             | 16,34      | 20,4       | 22,36      | 23,1       | +1,15%                          | 92,6/km2       |

## Socialna struktura
Socialna struktura v državah Vzhodnega bloka ni temeljila izključno na zaslugah, ampak je vključevala izrazite egalitaristične elemente. Ključne družbene in politične funkcije so pogosto zasedali člani nomenklature , visoki uradniki in vodilni v komunistični stranki, ki so uživali določene privilegije. V teh družbah je prevladovala vladajoča komunistična partija, kar je vodilo do pojavov, ki so jih nekateri analitiki opisali kot »partiokracija«. Režimi so pogosto stremeli k zagotavljanju podpore in legitimnosti s dodeljevanjem ugodnosti tistim, ki niso bili nujno najbolj usposobljeni, s čimer so vzdrževali pozitivno percepcijo med prebivalstvom. Kljub uradni diskriminaciji nekdanjih članov srednjega razreda, je bila potreba po njihovih strokovnih veščinah včasih tako velika, da so se lahko prilagodili novim razmeram in sprejeli komunistično ideologijo ter način življenja, da bi ohranili svoj socialni in ekonomski status.

## Stanovanjske razmere
Stanovanjske razmere v državah Vzhodnega bloka so bile v obdobju po drugi svetovni vojni zaznamovane z obsežno gradnjo stanovanjskih blokov, znanih kot Plattenbau v Nemčiji, Paneláki na Češkoslovaškem in Panelház na Madžarskem. Ta arhitektura, ki je bila priljubljena zaradi svoje ekonomičnosti in hitrosti gradnje, je prevladovala v mestnih obrobjih vse do razpada Vzhodnega bloka. V sedemdesetih in osemdesetih letih je Nicolae Ceaușescu v Romuniji uvedel program sistematizacije, ki ni vključeval samo gradnje novih stanovanjskih blokov, temveč tudi obsežne urbanistične posege, vključno z rušitvijo obstoječih naselij za ustvarjanje standardiziranega urbanega okolja (blocuri). Pod to ideologijo je Ceaușescu v 1980-ih zgradil Centrul Civic v Bukarešti, ki vključuje palačo parlamenta, ki je bila zgrajena na mestu nekdanjega zgodovinskega središča mesta. 
Med letoma 1966 in 1975 je v vseh državah Vzhodnega bloka, za katere so obstajali podatki, v 60% stanovanj živela več kot ena oseba na sobo. Povprečje v zahodnih državah, za katere so bili na voljo podatki, je bilo približno 0,5 osebe na sobo.
| Država          | Primerne sanitarije (leto) | Tekoča voda   | Centralno ogrevanje | Notranje stranišče | več kot 1 oseba/soba |
| --------------- | -------------------------- | ------------- | ------------------- | ------------------ | -------------------- |
| Albanija        | n/a                        | n/a           | n/a                 | n/a                | n/a                  |
| Bolgarija       | n/a                        | 66,1 %        | 7,5 %               | 28,0 %             | 60,2 %               |
| Češkoslovaška   | 60,5 % (1983)              | 75,3 %        | 30,9 %              | 52,4 %             | 67,9 %               |
| Vzhodna Nemčija | 70,0 % (1985)              | 82,1 %        | 72,2 %              | 43,4 %             | n/a                  |
| Madžarska       | 60,0 % (1984)              | 64 % (1980)   | n/a                 | 52,5 % (1980)      | 64,4 %               |
| Poljska         | 50,0 % (1980)              | 47,3 %        | 22,2 %              | 33,4 %             | 83.0 %               |
| Romunija        | 50,0 % (1980)              | 12,3 % (1966) | n/a                 | n/a                | 81,5 %               |
| Sovjetska zveza | 50,0 % (1980)              | n/a           | n/a                 | n/a                | n/a                  |
| Jugoslavija     | 69,8 % (1981)              | 93,2 %        | 84,2 %              | 89,7 %             | 83,1 %               |

| Leto | Skupaj hiš/stanovanj | S tekočo vodo      | Z odvodom odpadnih voda | Z notranjim straniščem | S plinovodom       |
| ---- | -------------------- | ------------------ | ----------------------- | ---------------------- | ------------------ |
| 1949 | 2.466.514            | 420.644 (17,1 %)   | –                       | 306.998 (12,5 %)       | 174.186 (7,1 %)    |
| 1960 | 2.757.625            | 620.600 (22,5 %)   | –                       | 440.737 (16 %)         | 373.124 (13,5 %)   |
| 1970 | 3.118.096            | 1.370.609 (44 %)   | 1.167.055 (37,4 %)      | 838.626 (26,9 %)       | 1.571.691 (50,4 %) |
| 1980 | 3.542.418            | 2.268.014 (64 %)   | 2.367.274 (66,8 %)      | 1.859.677 (52,5 %)     | 2.682.143 (75,7 %) |
| 1990 | 3.853.288            | 3.209.930 (83,3 %) | 3.228.257 (83,8 %)      | 2.853.834 (74 %)       | 3.274.514 (85 %)   |

Kljub povečanju števila stanovanj v sedemdesetih in osemdesetih letih prejšnjega stoletja so se v državah Vzhodnega bloka  v razmerju do števila prebivalcev od leta 1970 do 1986 soočali z zmanjševanjem stanovanjskega sklada. Stanovanjski sklad ni zadostil potrebam naraščajočega prebivalstva niti ni izboljšal življenjskih standardov. Povprečna velikost novih stanovanj je bila 61,3 m2 v primerjavi s 113,5 m2 v desetih zahodnih državah, za katere so bili na voljo primerljivi podatki:
|                 | Površina stanovanja | Površina stanovanja | Površina stanovanja | Št. oseb na stanovanje | Št. oseb na stanovanje |
| Država          | 1970                | 1980                | 1986                | 1970                   | 1986                   |
| --------------- | ------------------- | ------------------- | ------------------- | ---------------------- | ---------------------- |
| Zahodni blok    | 113,5               | 113,5               | 113,5               | n/a                    | n/a                    |
| Albanija        | n/a                 | n/a                 | n/a                 | n/a                    | n/a                    |
| Bolgarija       | 63,7 m2             | 59,0 m2             | 66,9 m2             | 3,8                    | 2,8                    |
| Češkoslovaška   | 67,2 m2             | 73,8 m2             | 81,8 m2             | 3,4                    | 2,7                    |
| Vzhodna Nemčija | 55,0 m2             | 62,7 m2             | 61,2 m2             | 2,9                    | 2,4                    |
| Madžarska       | 61,5 m2             | 67,0 m2             | 83,0 m2             | 3,4                    | 2,7                    |
| Poljska         | 54,3 m2             | 64,0 m2             | 71,0 m2             | 4,2                    | 3,5                    |
| Romunija        | 44,9 m2             | 57,0 m2             | 57,5 m2             | 3,6                    | 2,8                    |
| Sovjetska zveza | 46,8 m2             | 52,3 m2             | 56,8 m2             | 4,1                    | 3,2                    |
| Jugoslavija     | 59,2 m2             | 70,9 m2             | 72,5 m2             | n/a                    | 3,4                    |

Slabe stanovanjske razmere so bile eden od ključnih dejavnikov za upad rodnosti v državah Vzhodnega bloka, poleg splošnega poslabšanja življenjskih pogojev, povečanega zaposlovanja žensk in politike spodbujanja splava kot metode nadzora rodnosti. Te razmere so skupaj prispevale k pomembnim demografskim spremembam v tem obdobju.

## Ekonomija
Države Vzhodnega bloka so bile vključene v enotno trgovinsko cono z gospodarskim sistemom, ki je temeljil na centralnem planiranju, sovjetski model pa je bil prototip takšnih ekonomij. Tak sistem je bil zaradi strogega nadzora, cenzure in monopola manj prilagodljiv za hitro odzivanje na tržne spremembe. Proizvodnja in distribucija surovin in dobrin so bile centralno določene, s cenami, ki niso odražale tržnih načel povpraševanja in ponudbe.
Odvisnost od Sovjetske zveze za osnovne materiale je pomenila, da so bile države Vzhodnega bloka ranljive na spremembe v sovjetski zunanji politiki ali v gospodarstvu.
Tehnološka zaostalost je še dodatno poudarila to odvisnost, saj so te države potrebovale naprednejše tehnologije iz zahodnih držav, kar je zahtevalo plačila v zahodnih valutah. Posledično so se države Vzhodnega bloka močno zadolževale pri mednarodnih finančnih institucijah, kot sta Club de Paris (centralna banka) in London Club (zasebna banka), kar je v osemdesetih letih privedlo do plačilne nesposobnosti več teh držav. Kljub finančnim in gospodarskim težavam, so oblasti te informacije pogosto skrivale pred javnostjo, s propagando o uspešnem napredku držav na poti k socializmu, kar je bilo v nasprotju z ekonomsko realnostjo teh držav.

### Socialne razmere
Po drugi svetovni vojni je bila Vzhodna Evropa, vključno s Poljsko in drugimi državami, ki so bile pod nemško okupacijo, močno prizadeta. Na Poljskem, na primer, je bilo 62% industrijske infrastrukture uničene, stroški uničenja v kmetijstvu, infrastrukturi in kulturnih znamenitostih pa so bili ocenjeni na približno 525 milijard € po menjalni vrednosti iz leta 2004.
V celotnem Vzhodnem bloku je bila Rusija izpostavljena kot naiboleye vydayushchayasya natsiya (najvidnejši narod) in rukovodyashchiy narod (vodilni ljudje), kar je odražalo njen poseben status in vlogo. Sovjetski voditelji so spodbujali spoštovanje ruskih dejanj in značilnosti ter so v drugih državah Vzhodnega bloka vzpostavljali sovjetske strukturne hierarhije, kar je vključevalo tudi širjenje ruskega jezika in političnih sistemov.
Stalinistični totalitarizem je bil sistem, v katerem so politika, gospodarstvo in družba tesno prepleteni pod vodstvom avtoritarne države. zavračajoč zahodne značilnosti tržnega gospodarstva, demokratično upravljanje in pravno državo. V tem sistemu je bila zasebna lastnina razlaščena in etatizirana, uvedene so bile represivne metode za utišanje opozicije, kar je bila praksa, ki jo je utemeljil Josif Stalin.
Stalinistični režimi v Vzhodnem bloku so intelektualce, ki so izražali opozicijska stališča, pogosto videli kot potencialno grožnjo. Zatiranje disidentstva in opozicije je bilo ključno za vzdrževanje sistema, pri čemer se je stopnja represije razlikovala glede na državo in časovno obdobje.
Mediji v teh državah so bili pod popolnim nadzorom države, pri čemer so bile radijske in televizijske organizacije v državni lasti, medtem ko so bili tiskani mediji običajno v lasti političnih organizacij, večinoma lokalnih strank. Po drugi svetovni vojni je sicer prišlo do množične migracije prebivalcev iz Vzhodnega v Zahodni blok, vendar je bila ta možnost v začetku 50. let močno omejena, ko so države vzhodnega bloka pod sovjetskim vplivom uvedle stroge omejitve gibanja.

### Začetne spremembe

#### Preobrazbe, označene kot reforme
V obdobju po drugi svetovni vojni je bila Sovjetska zveza pod Stalinovo vlado zavita v izjemno tajnost, kar je omejevalo zunanji vpogled v delovanje sovjetskega gospodarstva in političnega sistema. Stalin je od leta 1935 do svoje smrti izoliral državo od preostalega sveta z omejevanjem vstopa tujcev, tako da zunanji svet ni vedel za politične procese, ki so se tam odvijali. V tem obdobju in celo 25 let po Stalinovi smrti so bili tujci, kot so diplomati in dopisniki, ki so jim oblasti dovolile v Sovjetsko zvezo, podvrženi strogim omejitvam, kot so omejeno območje gibanja okoli Moskve in nadzorovane telefonske povezave.
Sovjetski model centralno planiranega gospodarstva je bil vsiljen državam Vzhodnega bloka in je vključeval kolektivizacijo kmetijstva in uporabo delovne sile v gulagih. Čeprav je bila uradna propaganda usmerjena v promocijo izboljšav za proletariatski razred, sta zastraševanje in represija, ki sta bila značilna za stalinistični režim, preprečevala, da bi ljudje dejansko izkusili koristi teh sprememb.
Stalinovo prepričanje o nujnosti socialnoekonomske preobrazbe za utrditev sovjetskega nadzora je izhajalo iz marksistično-leninistično teorije, ki predpostavlja, da ekonomska struktura družbe določa družbene in politične odnose znotraj te družbe. Kadri, izobraženi v Moskvi, so bili postavljeni na ključne položaje oblasti. Njihova naloga je bila izvajanje ukazov za socialnopolitično preobrazbo. Prednostna naloga je bila odpraviti družbeno in finančno moč buržoazije, kar je vključevalo razlastitev zemljiške in industrijske lastnine.
Ti ukrepi so bili javno predstavljeni kot reforme, čeprav so pravzaprav pomenili temeljito preobrazbo družbe. V celotnem Vzhodnem bloku, razen na Češkoslovaškem, so bile ustanovljene »družbene organizacije«, kot so sindikati in različna združenja, ki so zastopala interese specifičnih skupin. Vendar pa je bila za vsako kategorijo ustanovljena le ena organizacija, kar je preprečevalo kakršnokoli konkurenco. Te organizacije so bile pod nadzorom stalinističnih kadrov.

#### Premeščanje sredstev
Ob koncu vojne je Sovjetska zveza uvedla politiko »prerazporejanja sredstev«, ki je bila usmerjena v krepitev lastnega gospodarstva z izkoriščanjem virov iz držav Vzhodne Evrope, ki so prišle pod njen vpliv. Ta politika je vključevala fizično premestitev industrijskih sredstev, kot so tovarne in oprema, iz teh držav v Sovjetsko zvezo. Poleg tega so države Vzhodnega bloka zagotavljale surovine in proizvode, kot so premog in industrijska oprema, ki so bili ključni za obnovo Sovjetske zveze po vojni. Med letoma 1945 in 1953 so te prerazporeditve in dobave sredstev Sovjetski zvezi prinesle približno 14 milijard USD, kar je bilo po obsegu primerljivo s finančno pomočjo, ki so jo ZDA preko Marshallovega načrta zagotovile zahodni Evropi.  Države kot sta Poljska in Romunija so bile obvezane plačevati tudi reparacije. Na Poljskem je to vključevalo demontaže železniških sistemov, v Romuniji pa so reparacije vključevale prenose premoženja preko podjetij s sovjetsko-romunskim kapitalom, kot je SovRom, v vrednosti 1,8 milijarde USD.
Poleg tega so Sovjeti v državah Vzhodne Evrope ustanavljali delniške družbe v katerih so imeli kontrolni delež, kar jim je omogočalo neposreden nadzor nad ključnimi industrijskimi sektorji. Ta nadzor so izkoristili za organizacijo prodaje izdelkov Sovjetski zvezi po cenah, ki so bile pogosto nižje od svetovnih tržnih cen. Med temi izdelki so bili izdelki rudnikov urana na Češkoslovaškem in v Vzhodni Nemčiji, premog iz poljskih rudnikov ter nafta iz romunskih vrtin.

#### Trgovina in Svet za vzajemno gospodarsko pomoč
Po drugi svetovni vojni so se gospodarske in trgovske vezi med državami Vzhodnega bloka in Sovjetsko zvezo poglobile. Če je bil delež trgovine s Sovjetsko zvezo pred vojno med 1 in 2%, je ta do leta 1953 narasel na 37%. Josif Stalin je leta 1947 zavrnil Marshallov načrt in vsem državam Vzhodnega bloka prepovedal sodelovanje pri njem.
Svet za medsebojno gospodarsko pomoč (SEV) je bil ustanovljen kot mehanizem za koordinacijo gospodarskih odnosov med državami bloka. Kljub temu je Stalin dajal prednost neposrednim odnosom z voditelji komunističnih partij posameznih držav.
Sprva je SEV služil predvsem kot orodje za preusmerjanje materialov in opreme iz držav Vzhodnega bloka v Sovjetsko zvezo. Sčasoma pa se je vloga Sovjetske zveze preoblikovala in postala neto donator, ki je subvencioniral druge države bloka z dobavo surovin po nizkih cenah v zameno za pogosto nekvalitetne končne izdelke. Po odporu Romunije proti načrtom SEV-a za intenzivno izkoriščanje njenih naravnih in kmetijskih virov. se je Romunija leta 1964 začela zavzemati za bolj neodvisno politično linijo. Romunija pod vodstvom Nicolaeja Ceauşescuja ni izstopila iz SEV-a, je pa zmanjšala svojo vključenost in sodelovanje v njegovih aktivnostih, s čimer je izrazila željo po večji gospodarski in politični neodvisnosti od Sovjetske zveze.

### Poudarek na težki industriji
Sovjetska zveza je v sedemdesetih letih stremela k razvoju potrošniških dobrin, kot dokazuje proizvodnja 679 milijonov parov usnjenih čevljev leta 1970 v primerjavi s 534 milijoni v ZDA. Češkoslovaška, ki je bila takrat vodilna v proizvodnji čevljev na prebivalca, je precejšen del svoje proizvodnje čevljev izvažala.
Dvig življenjskega standarda v času socializma je vključevalo prizadevanja za izboljšanje življenjskega standarda delavcev, kar se je odražalo v krajših delovnih tednih in daljših plačanih dopustih. Leta 1974 je bil povprečni delovni teden sovjetskih industrijskih delavcev 40 ur. Plačani dopust je leta 1968 dosegel najmanj 15 delovnih dni. Sredi sedemdesetih let prejšnjega stoletja je bilo število prostih dni na leto - dela prosti dnevi, prazniki in dopusti -  znašalo 128–130, kar je skoraj dvakrat več kot desetletje prej.
Poudarek na težki industriji je pripeljal do razsipnega izkoriščanja naravnih virov in neučinkovitega razporejanja proizvodnih kapacitet. Razvoj težke industrije je bil prioriteten zaradi njegovega pomena za vojaško-industrijski kompleks in inženirski sektor, vendar je to pomenilo zanemarjanje lahke industrije in drugih sektorjev.
Medtem ko si je sovjetski sistem prizadeval za diktaturo proletariata, je bilo v mnogih vzhodnoevropskih državah pomanjkanje pravega proletariata, kar je pomenilo, da je bil razvoj težke industrije potreben tudi za ustvarjanje delovne sile. Te politike so privedle do gospodarskih sistemov, značilnih za državno usmerjena gospodarstva, vključno s pomanjkljivo opredeljenimi lastniškimi pravicami, pomanjkanjem tržnih cen in nekonkurenčnimi proizvodnimi zmogljivostmi v primerjavi s podobnimi tržnimi gospodarstvi.
Zaradi partijsko vodenih državnih organov ti sistemi niso zagotavljali učinkovitih mehanizmov ali spodbud za obvladovanje stroškov in neučinkovitosti.
Tovarne so bile pogosto postavljene na logistično neugodnih lokacijah, kar je povzročalo visoke transportne stroške in zastoje v proizvodnji. Nekatere države, kot je Albanija so zgradile jeklarne, ne glede na lokalne razpoložljive vire, kar je pogosto zahtevalo drag uvoz surovin. V Bolgariji je bila zgrajena ogromna metalurška tovarna kljub dejstvu, čeprav so morali rudnine uvažati iz Sovjetske zveze in jih prepeljati 3200 km iz pristanišča v Burgasu.
Gospodarske politike v državah Vzhodnega bloka so bile močno usmerjene v razvoj težke industrije, kot so jeklarstvo in rudarstvo, na račun drugih sektorjev, kot sta kemična industrija in proizvodnja plastike. Ta poudarek je imel več pomembnih posledic:
- Dajanje prednosti količini in ne kakovosti je zmanjšalo konkurenčnost izdelkov Vzhodnega bloka na svetovnem trgu..[201]
- Visoki stroški, ki so nastali na različnih stopnjah proizvodnje, so »umetno« povečali vrednost proizvodnje.[202]
- Planerji so redko zapirali stare tovarne, tudi ko so bile zgrajene nove.[202] Poljska jeklarska industrija je na primer obdržala tovarno v Gornji Šleziji kljub odprtju sodobnih integriranih enot na obrobju, zadnja stara Siemens-Martinova procesna peč, nameščena v 19. stoletju, ni bila takoj zaprta.[202]
- Prednost proizvodnim blagom pred potrošniškimi dobrinami je povzročilo, da so potrošniška blaga v teh državah pogosto primanjkovala, tako po količini kot po kakovosti, kar je vodilo do ekonomije pomanjkanja.[203][204]

### Črni trg
Uradno gospodarstvo držav vzhodnega bloka je bilo zaradi centralnega načrtovanja in pomanjkanja tržnih mehanizmov pogosto neučinkovito, kar je privedlo do kroničnega pomanjkanja številnih potrošniških dobrin in storitev. Ta situacija je ustvarila idealne pogoje za razvoj črnih trgov, ki so bili pogosto oskrbovani z blagom, ukradenim iz javnega sektorja.  Blago je vključevalo izdelke za gospodinjstvo, medicinske pripomočke, oblačila, pohištvo, kozmetiko in toaletne potrebščine, ki so bili uradno težko dostopni.
Številni kmetje so pogosto skrivali del svoje dejanske proizvodnje pred državnimi nabavnimi agencijami, da bi izdelke lahko prodali na črnem trgu mestnim potrošnikom. Trdna tuja valuta in visoko cenjeni zahodni izdelki, kot so bile cigarete znamke Kent v Romuniji, so delovali kot menjalno sredstvo ali sredstvo za podkupovanje v stalinističnih državah.
Do sredine 70-ih let so proračunski primanjkljaji opazno narasli, domače cene pa so se močno razlikovale od svetovnih cen, pri čemer so bile proizvodne cene v povprečju za 2% višje od potrošniških. Mnoge prestižne izdelke je bilo mogoče kupiti bodisi na črnem trgu ali samo v posebnih trgovinah z uporabo tuje valute, ki je bila na splošno nedostopna večini državljanov Vzhodnega bloka, kot so Intershop v Vzhodni Nemčiji, Beriozka v Sovjetski zvezi,  Pewex na Poljskem , Tuzex na Češkoslovaškem, Corecom v Bolgariji in Comturist v Romuniji.

### Urbanizacija
Proces intenzivne industrializacije je povzročil obsežne družbeno-gospodarske spremembe, ki so imele globoke vplive na urbano strukturo teh držav. Do leta 1960 je na Poljskem (48% mest) in v Bolgariji (38%) prišlo do množične urbanizacije, kar je povečalo zaposlitvene možnosti za kmete, vendar sta prav tako povzročila naraščanje nepismenosti, saj so številni otroci zaradi dela zapustili šolo.
Mesta so postala obsežna gradbišča, kar je privedlo do obnove nekaterih med vojno porušenih zgradb, a tudi do gradnje monotonih blokov. Življenjski standard v mestih je upadel, saj so bili viri preusmerjeni v obsežne dolgoročne gradbene projekte. Hkrati je industrializacija prisilila milijone nekdanjih kmetov, da so se preselili v barakarska naselja ali v  stanovanjske bloke blizu industrijskih kompleksov.

### Kolektivizacija kmetijstva
Kolektivizacija, uvedena pod vodstvom Josipa Stalina v poznih 1920-ih, se je v državah Vzhodnega bloka in drugod poskušala uvesti kot del vzpostavitve urejenega socialističnega sistema na podeželju. Ta proces je zahteval prisilno združevanje majhnih kmetij in večjih posestev v večje, sodobne »kolektivne kmetije«, ki so bile teoretično v lasti delavcev, a v praksi v lasti države.
Motivi za kolektivizacijo so bili različni:
- Ekonomski razlogi: Združevanje kmetijskih površin in centralizacija proizvodnje naj bi odpravila neučinkovitost drobnih in razpršenih kmetijskih posestev.
- Politični razlogi: Odstranitev osnove za morebiten upor proti stalinistični oblasti na podeželju je bila pomemben političen cilj.[220]
- Industrijski razvoj: Preusmeritev delovne sile iz podeželja v mesta in centralizirani nadzor nad kmetijskimi izdelki sta služila kot orodje za spodbujanje industrijskega razvoja, s prenosom »presežne delovne sile« za hitrejši razvoj industrijskega sektorja.[220]

Kolektivizacija je pomenila temeljito reorganizacijo kmetijstva z namenom proletarizacije kmetov in državnega nadzora nad proizvodnjo.
Kolektivizacija podeželja je v ne-sovjetskih državah Vzhodnega bloka potekala drugače kot v Sovjetski zvezi v 1920-ih in 1930-ih letih. Ob koncu druge svetovne vojni so nove komunistične oblasti v Vzhodni Evropi želele utrditi svoj položaj brez povzročanja notranjih nemirov ali konfliktov, ki bi lahko oslabili njihov nadzor ali povzročili mednarodne zaplete, zato ni bilo mogoče izvesti likvidacije bogatih kmetov v slogu sovjetske dekulakizacije.
Prav tako si niso mogli privoščiti tveganja množične lakote ali kmetijske sabotaže (npr. gladomora) s hitro kolektivizacijo prek velikih državnih kmetij in zadrug kmetijskih proizvajalcev (APC). Namesto tega je bila kolektivizacija izvedena postopoma v fazah od leta 1948 do 1960 v Bolgariji, Romuniji, na Madžarskem, Češkoslovaškem in Vzhodni Nemčiji ter od 1955 do 1964 v Albaniji.  Kolektivizacija v baltskih republikah Litovske SSR, Estonske SSR in Latvijske SSR je potekala med letoma 1947 in 1952.
V državah Vzhodnega bloka, izven Sovjetske zveze, ni prišlo do množičnega uničenja živine ali prisilnega združevanja kmetijskih posesti, kot v Sovjetski zvezi. Pogosteje so se uporabljale prehodne oblike z različnimi plačili odškodnin za kmete, ki so prispevali več zemlje v kmetijske zadruge (APC). To je bila strategija, ki je želela spodbuditi prostovoljno sodelovanje in zmanjšati odpor. Države kot sta bili Češkoslovaška in Vzhodna Nemčija, ki so bile bolj industrializirane kot Sovjetska zveza, so lahko prispevale večino potrebne opreme in gnojil, da bi olajšale prehod na kolektivizirano kmetijstvo. Namesto prisilne likvidacije bogatih kmetov, kot v stalinistični dekulakizaciji, so te države pogosto integrirale bogate kmete v proces kolektivizacije.
Kolektivizacija je pogosto naletela na odpor podeželja, kmetje so pogosto uničevali lastnino, namesto da bi jo predali zadrugam. Močne vezi kmetov z zemljo preko zasebne lastnine so bile prekinjene in veliko mladih je odšlo delati v industrijo. V nekaterih primerih, kot sta Poljska in v Jugoslavija, je močan odpor kmetov privedel do opustitve načrtov za celovito kolektivizacijo. Na Poljskem je bilo kmetijstvo tudi zaradi teh težav leta 1957 delno dekolektivizirano.
Za razliko od večine drugih držav Vzhodnega bloka, Poljska ni v celoti sprejela kolektivizacije kmetijstva kot ključnega elementa svojega gospodarskega načrtovanja. Namesto tega je Poljska izvedla obsežno centralno načrtovano industrializacijo z relativno malo težavami, podobno kot druge kolektivizirane sosede, kar je sprožilo vprašanja o potrebi po kolektivizaciji v načrtovanih gospodarstvih. Le »zahodna ozemlja« Poljske, ki so bile pridobljene od Nemčije po drugi svetovni vojni in so ležale vzhodno od  linije Odra-Neisse, so bila v veliki meri kolektivizirana. Ta območja so bila kolektivizirana z namenom, da se na njih naseli veliko število Poljakov, ki so dobili dostop do kvalitetne kmetijske zemlje, odvzete nemškim kmetom.

### Ekonomska rast
Sprememba vodstva v Sovjetski zvezi je leta 1964 je prinesla pomembne ekonomske reforme pod vodstvom premiera Aleksej Kosjgina. Te reforme so bile osredotočene na izboljšanje učinkovitosti in produktivnosti v sovjetskem gospodarstvu in so vključevale:
- Vlada je 30. septembra 1965 izdala uredbo »O izboljšanju upravljanja industrije« in resolucijo z dne 4. oktobra 1965 »O izboljšanju in krepitvi gospodarskih spodbud industrijske proizvodnje«.
- Reforme na področju kmetijstva, ki so kolektivnim kmetijam dale večjo avtonomijo in jim dovolile določeno stopnjo zasebnega kmetovanja.
- V tem obdobju je potekal obsežen program melioracije, izgradnje namakalnih kanalov in naložbe v druge infrastrukturne projekte. [231]

Te reforme so privedle do znatne gospodarske rasti. V obdobju 1966–1970 je bruto družbeni proizvod zrasel za dobrih 35%. Industrijska proizvodnja se je povečala za 48%, kmetijstvo pa za 17%. V osmi petletki je nacionalni dohodek rasel po povprečni stopnji 7,8%. V deveti petletki (1971–1975) je nacionalni dohodek rasel po 5,7-odstotni letni stopnji. V deseti petletki (1976–1981) je nacionalni dohodek rasel po 4,3-odstotni letni stopnji.
Sovjetska zveza je dosegla omembe vreden znanstveni in tehnološki napredek, ki je bil usmerjen in podprt na državni ravni.  Leta 1980 je bilo število znanstvenega osebja v ZSSR 1,4 milijonov. V gospodarstvu je bilo zaposlenih inženirjev 4,7  milijona. Med letoma 1960 in 1980 se je število znanstvenih delavcev povečalo za 4-krat. Leta 1975 je število znanstvenega osebja v ZSSR znašalo eno četrtino celotnega števila znanstvenega osebja na svetu. Leta 1980 je bilo v primerjavi z letom 1940 potrjenih več kot 5 milijonov izumov. Leta 1980 je bilo 10 vse-zveznih raziskovalnih inštitutov, 85 specializiranih centralnih agencij in 93 regionalnih informacijskih centrov. 
Sovjetska zveza je zgradila prvo jedrsko elektrarno na svetu v Obninsku leta 1954. Sovjetski znanstveniki so prispevali pomemben delež k razvoju računalniške tehnologije, vključno z razvojem analognih in digitalnih računalnikov.
Kljub tem napredkom so bile infrastrukturne težave še vedno prisotne, kot navaja avtor Turnock, ki opisuje transportno infrastrukturo kot slabo vzdrževano, z nezadostno nosilno zmogljivostjo, slabo kakovostjo površin in pomanjkanjem obcestne oskrbe.
Lastništvo vozil je v 70. in 80. letih 20. stoletja naraslo zaradi masovne proizvodnje relativno poceni avtomobilov v Vzhodni Nemčiji, kot so trabanti in wartburgi. Kljub temu je bil dostop do novih vozil otežen zaradi dolgih čakalnih dob - za trabante leta 1987 do deset let in do petnajst let za sovjetske lade in češkoslovaške škode. Transportna in tehnološka infrastruktura v teh državah je trpela zaradi številnih pomanjkljivosti. Sovjetska letala so na primer porabila veliko goriva in potrebovala obsežno vzdrževanje. Prav tako so bila telekomunikacijska omrežja pogosto preobremenjena in zastarela, kar je omejevalo učinkovitost komunikacij.
Mobilnost prebivalstva ni bila omejena zgolj zaradi slabega transportnega sistema, temveč so k temu prispevale tudi birokratske omejitve. Čeprav so se omejitve domačih potovanj sčasoma liberalizirale, razen v Albaniji, so stroge birokratske zahteve za pridobitev potnih listov, viz in dostopa do tujih valut omejevale možnosti mednarodnega potovanja za prebivalce teh držav. Ta pristop k izolaciji in politiki samozadostnosti, ki se je začela takoj po vojni, je bil v skladu z režimskimi politikami in je vplival na mednarodno mobilnost prebivalstva
V mestih Vzhodnega bloka so se soočali s okoljskimi težavami, ki so jih pogosto poslabšale emisije iz slabo vzdrževanih vozil, kar je vodilo do prometnih zastojev in povečanega onesnaževanja zraka. Dodatno so na okolje vplivale emisije iz termoelektrarn, ki so uporabljale lignit in druge manj učinkovite materiale. Težave so imele tudi nekatere hidroelektrarne, katerih učinkovitost je bila zmanjšana zaradi sušnih obdobij in nabiranja mulja. Primera, kot sta Krakov in Wrocław, ponazarjata resnost problemov s smogom in onesnaženjem. V Krakovu so smog beležili 135 dni na leto, medtem ko je bil Wrocław izpostavljen meglicam kromovega plina.
Več vasi je bilo evakuiranih zaradi onesnaževanja iz taljenja bakra v Głogówu. Prednostna gradnja vodovodnih sistemov pred kanalizacijo je pustila mnoge domove brez ustrezne odstranitve odpadnih voda, kar je povzročilo onesnaženje pitne vode in zdravstvene težave, kot je bilo to primer na Madžarskem. Tam je voda postala tako onesnažena, da je bilo treba več kot 700 vasi oskrbovati s cisternami, plastenkami in plastičnimi vrečami.
Katastrofa v jedrski elektrarni Černobil v Ukrajinski SSR je bila posledica več dejavnikov, vključno z neodgovornim izvajanjem varnostnega testa, pomanjkanjem osnovnega razumevanja reaktorskih procesov s strani operaterjev in avtoritarno sovjetsko birokracijo, ki je cenila zvestobo partiji nad kompetentnostjo. Posledično je sproščanje radioaktivnih padavin povzročilo evakuacijo in preselitev več kot 336.000 ljudi,.
Turistična industrija v Vzhodnem bloku je bila  različna v različnih državah, pri čemer so nekatere, kot so Madžarska, Poljska in Jugoslavija, nudile večjo svobodo gibanja in s tem večje možnosti za turizem, medtem ko so druge, kot sta Albanija in Vzhodna Nemčija, ostale strogo regulirane in omejene.
Strategija razvoja turizma se je osredotočala predvsem na izkoriščanje obstoječih predvojnih turističnih in rekreacijskih možnosti, ki so ostale delno nedotaknjene kljub vojni razdejanju. Do leta 1945 je bila večina hotelov dotrajanih, medtem ko je bilo veliko hotelov, ki jih centralni planerji niso preuredili v druge namene, usmerjenih v zadovoljevanje domačih potreb. Oblasti so ustanovile državna podjetja za organizacijo potovanj in nastanitev. Kljub vlaganjem v 70. letih so ta prizadevanja popustila v 80. letih zaradi pomanjkanja dolgoročne vizije in sredstev. V nekaterih državah, kot so Madžarska, Poljska in v Jugoslavija, so bile omejitve manjše, kar je omogočilo večjo svobodo gibanja. Težje ali celo nemogoče je bilo iti kot individualni turist v Vzhodno Nemčijo, Češkoslovaško, Romunijo, Bolgarijo in Albanijo. Na splošno je bilo v vseh primerih možno, da so sorodniki iz zahodnih držav lahko obiskali in bivali pri družini v državah Vzhodnega bloka, razen v Albaniji. Postopki za pridobitev dovoljenj so bili zapleteni in strogo nadzorovani.
Za zadovoljitev pričakovanj zahodnih obiskovalcev so bile potrebne naložbe v turistično infrastrukturo, ki so omogočale višji standard storitev, kot so bile na voljo večini domačega prebivalstva. To je vključevalo koncentracijo turističnih točk, vključno z izgradnjo relativno visokokakovostne infrastrukture v turističnih kompleksih.. To je še posebej veljalo za Albanijo, ki je bila ena izmed najbolj izoliranih in ideološko strogo nadzorovanih držav tistega časa. Albanija je omejila število obiskovalcev na le 6000 na leto, da bi minimizirala tuj vpliv in preprečila morebitne subverzivne učinke, ki bi lahko izhajali iz stikov s tujci.

#### Stopnje rasti
V petdesetih in šestdesetih letih 20. stoletja so države Vzhodnega bloka sprva doživele visoke stopnje gospodarske rasti. V tem prvem obdobju je bil napredek po evropskih standardih hiter, rast na prebivalca v Vzhodnem bloku se je povečala 2,4-kratno v primerjavi z evropskim povprečjem. Vzhodna Evropa je leta 1950 predstavljala 12,3 odstotka evropske proizvodnje, leta 1970 pa 14,4 odstotka. Vendar je bil sistem odporen na spremembe in se ni zlahka prilagodil novim razmeram. Politika ohranjanja starih tovarn, tudi ob razpoložljivosti novih tehnologij, je bila ena od ključnih težav, ki so zavirale nadaljnji razvoj. Posledično so po 1970-ih stopnje rasti znotraj bloka relativno upadle. V primerjavi s tem so nekatere zahodnoevropske države, kot so Zahodna Nemčija, Avstrija, Francija in druge zahodnoevropske države, v istem obdobju doživele povečano gospodarsko rast - Wirtschaftswunder ("gospodarski čudež"), Trente Glorieuses ("trideset veličastnih let") in povojni gospodarski razcvet.
Od konca druge svetovne vojne do sredine sedemdesetih let 20. stoletja je gospodarstvo Vzhodnega bloka stalno naraščalo po enaki stopnji kot gospodarstvo v Zahodni Evropi, pri čemer so imela nestalinistična gospodarstva Vzhodnega bloka močnejše gospodarstvo kot stalinistična reformna gospodarstva. Medtem ko so gospodarstva večine zahodnoevropskih držav dejansko začela dosegati ravni bruto domačega proizvoda (BDP) na prebivalca Združenih držav v poznih 1970-ih in zgodnjih 1980-ih, države Vzhodnega bloka tega niso dosegle, pri čemer je BDP na prebivalca bistveno zaostajal za primerljivimi zahodnoevropskimi državami.
Naslednja tabela prikazuje ocenjene stopenj rasti BDP od leta 1951 naprej za države Vzhodnega bloka kot tudi za države Zahodne Evrope, kot jih je poročala organizacija The Conference Board kot del svoje Total Economy Database. V nekaterih primerih razpoložljivost podatkov ne sega vse do leta 1951. V nekaterih primerih podatki niso na voljo vse do leta 1951.
| Stopnje rasti BDP v odstotkih za dana leta     | 1951   | 1961   | 1971   | 1981   | 1989   | 1991    | 2001  | 2015   |
| ---------------------------------------------- | ------ | ------ | ------ | ------ | ------ | ------- | ----- | ------ |
| Ljudska socialistična republika Albanija       | 6,608  | 4,156  | 6,510  | 2,526  | 2,648  | −28,000 | 7,940 | 2,600  |
| Ljudska republika Bolgarija                    | 20,576 | 6,520  | 3,261  | 2,660  | −1,792 | −8,400  | 4,248 | 2,968  |
| Ljudska republika Madžarska                    | 9,659  | 5,056  | 4,462  | 0,706  | −2,240 | −11,900 | 3,849 | 2,951  |
| Ljudska republika Poljska                      | 4,400  | 7,982  | 7,128  | −5,324 | −1,552 | −7,000  | 1,248 | 3,650  |
| Socialistična republika Romunija               | 7,237  | 6,761  | 14,114 | −0,611 | −3,192 | −16,189 | 5,592 | 3,751  |
| Socialistična republika Češkoslovaška/Češka    | –      | –      | 5,215  | −0,160 | 1,706  | −11,600 | 3,052 | 4,274  |
| Socialistična republika Češkoslovaška/Slovaška | –      | –      | –      | –      | 1,010  | −14,600 | 3,316 | 3,595  |
| Sovjetska zveza/Rusija                         | –      | 7,200  | 4,200  | 1,200  | 0,704  | −5,000  | 5,091 | −3,727 |
| Avstrija                                       | 6,840  | 5,309  | 5,112  | −0,099 | 4,227  | 3,442   | 1,351 | 0,811  |
| Belgija                                        | 5,688  | 4,865  | 3,753  | −1,248 | 3,588  | 1,833   | 0,811 | 1,374  |
| Danska                                         | 0,668  | 6,339  | 2,666  | −0,890 | 0,263  | 1,300   | 0,823 | 1,179  |
| Finska                                         | 8,504  | 7,620  | 2,090  | 1,863  | 5,668  | −5,914  | 2,581 | 0,546  |
| Francija                                       | 6,160  | 5,556  | 4,839  | 1,026  | 4,057  | 1,039   | 1,954 | 1,270  |
| Nemčija (Zahod)                                | 9,167  | 4,119  | 2,943  | 0,378  | 3,270  | 5,108   | 1,695 | 1,700  |
| Grčija                                         | 8,807  | 8,769  | 7,118  | 0,055  | 3,845  | 3,100   | 4,132 | −0,321 |
| Irska                                          | 2,512  | 4,790  | 3,618  | 3,890  | 7,051  | 3,098   | 9,006 | 8,538  |
| Italija                                        | 7,466  | 8,422  | 1,894  | 0,474  | 2,882  | 1,538   | 1,772 | 0,800  |
| Nizozemska                                     | 2,098  | 0,289  | 4,222  | −0,507 | 4,679  | 2,439   | 2,124 | 1,990  |
| Norveška                                       | 5,418  | 6,268  | 5,130  | 0,966  | 0,956  | 3,085   | 2,085 | 1,598  |
| Portugalska                                    | 4,479  | 5,462  | 6,633  | 1,618  | 5,136  | 4,368   | 1,943 | 1,460  |
| Španija                                        | 9,937  | 12,822 | 5,722  | 0,516  | 5,280  | 2,543   | 4,001 | 3,214  |
| Švedska                                        | 3,926  | 5,623  | 2,356  | −0,593 | 3,073  | −1,146  | 1,563 | 3,830  |
| Švica                                          | 8,097  | 8,095  | 4,076  | 1,579  | 4,340  | −0,916  | 1,447 | 0,855  |
| Združeno kraljestvo                            | 2,985  | 3,297  | 2,118  | −1,303 | 2,179  | −1,257  | 2,758 | 2,329  |

Statistični oddelek Združenih narodov prav tako izračunava stopnje rasti z drugačno metodologijo, vendar poroča le o številkah od leta 1971 (za Slovaško in republike članice ZSSR so podatki na voljo pozneje). Tako so bile po podatkih Združenih narodov stopnje rasti v Evropi naslednje:
| Stopnje rasti BDP v odstotkih za dana leta            | 1971   | 1981   | 1989   | 1991    | 2001  | 2015   |
| ----------------------------------------------------- | ------ | ------ | ------ | ------- | ----- | ------ |
| Ljudska socialistična republika Albanija              | 4,001  | 5,746  | 9,841  | −28,002 | 8,293 | 2,639  |
| Ljudska republika Bolgarija                           | 6,897  | 4,900  | −3,290 | −8,445  | 4,248 | 2,968  |
| Ljudska republika Madžarska                           | 6,200  | 2,867  | 0,736  | −11,687 | 3,774 | 3,148  |
| Ljudska republika Poljska                             | 7,415  | −9,971 | 0,160  | −7,016  | 1,248 | 3,941  |
| Socialistična republika Romunija                      | 13,000 | 0,112  | −5,788 | −12,918 | 5,592 | 3,663  |
| Socialistična republika Češkoslovaška/Češka republika | 5,044  | −0,095 | 0,386  | −11,615 | 3,052 | 4,536  |
| Socialistična republika Češkoslovaška/Slovaška        | –      | –      | –      | −14,541 | 3,316 | 3,831  |
| Sovjetska zveza/Rusija                                | 5,209  | 5,301  | 6,801  | −5,000  | 5,091 | −3,727 |
| Ukrajina                                              | –      | –      | –      | −8,699  | 8,832 | −9,870 |
| Litva                                                 | –      | –      | –      | −5,676  | 6,524 | 1,779  |
| Jugoslavija/Srbija                                    | 9,162  | 1,400  | 1,500  | −11,664 | 4,993 | 0,758  |
| Avstrija                                              | 5,113  | −0,144 | 3,887  | 3,442   | 1,351 | 0,963  |
| Belgija                                               | 3,753  | −0,279 | 3,469  | 1,833   | 0,812 | 1,500  |
| Danska                                                | 3,005  | −0,666 | 0,645  | 1,394   | 0,823 | 1,606  |
| Finska                                                | 2,357  | 1,295  | 5,088  | −5,914  | 2,581 | 0,210  |
| Francija                                              | 5,346  | 1,078  | 4,353  | 1,039   | 1,954 | 1,274  |
| Nemčija (Zahod)                                       | 3,133  | 0,529  | 3,897  | 5,108   | 1,695 | 1,721  |
| Grčija                                                | 7,841  | −1,554 | 3,800  | 3,100   | 4,132 | −0,219 |
| Irska                                                 | 3,470  | 3,325  | 5,814  | 1,930   | 6,052 | 26,276 |
| Italija                                               | 1,818  | 0,844  | 3,388  | 1,538   | 1,772 | 0,732  |
| Nizozemska                                            | 4,331  | −0,784 | 4,420  | 2,439   | 2,124 | 1,952  |
| Norveška                                              | 5,672  | 1,598  | 1,038  | 3,085   | 2,085 | 1,611  |
| Portugalska                                           | 6,632  | 1,618  | 6,441  | 4,368   | 1,943 | 1,596  |
| Španija                                               | 4,649  | −0,132 | 4,827  | 2,546   | 4,001 | 3,205  |
| Švedska                                               | 0,945  | 0,455  | 2,655  | −1,146  | 1,563 | 4,085  |
| Švica                                                 | 4,075  | 1,601  | 4,331  | −0,916  | 1,447 | 0,842  |
| Združeno kraljestvo                                   | 3,479  | −0,779 | 2,583  | −1,119  | 2,726 | 2,222  |

Naslednja tabela navaja raven nominalnega BDP na prebivalca v izbranih državah, merjeno v ameriških dolarjih, za leta 1970, 1989 in 2015:
| Združeno kraljestvo                                   | $2.350 | $16.275         | $44.162 |
| Italija                                               | $2.112 | $16.239         | $30.462 |
| Avstrija                                              | $2.042 | $17.313         | $44.118 |
| Japonska                                              | $2.040 | $25.054         | $34.629 |
| Sovjetska zveza/Rusija                                | $1.789 | Predloga:Orange | $9.243  |
| Ukrajina                                              | -      | -               | $2.022  |
| Litva                                                 | -      | -               | $14.384 |
| Grčija                                                | $1.496 | $7.864          | $17.788 |
| Irska                                                 | $1.493 | $11.029         | $60.514 |
| Španija                                               | $1.205 | $10.577         | $25.865 |
| Češkoslovaška socialistična republika/Češka republika | $1.136 | $3.764          | $17.562 |
| Slovaška                                              | -      | -               | $16.082 |
| Ljudska republika Bolgarija                           | $1.059 | $2.477          | $6.847  |
| Ljudska socialistična republika Albanija              | $1.053 | $904            | $3.984  |
| Ciper                                                 | $1.004 | $9.015          | $21.942 |
| Ljudska republika Poljska                             | $1.000 | $2.229          | $12.355 |
| Portugalska                                           | $935   | $6.129          | $19.239 |
| Jugoslavija/Srbija                                    | $721   | $4.197          | $5.239  |
| Kuba                                                  | $653   | $2.577          | $7.657  |
| Socialistična republika Romunija                      | $619   | $2.424          | $9.121  |
| Ljudska republika Madžarska                           | $615   | $3.115          | $12.351 |
| Kitajska                                              | $111   | $406            | $8.109  |
| Vietnam                                               | $64    | $94             | $2.068  |

Čeprav je mogoče trditi, da ocene BDP, ki jih je za leto 1990 izdelala Svetovna banka, podcenjujejo BDP Vzhodnega bloka zaradi podcenjenih vrednost lokalnih valut teh držav. Vendar kljub temu obstaja splošno soglasje, da so bili dohodki na prebivalca v Vzhodnem bloku nižji v primerjavi z zahodnimi državami. Vzhodna Nemčija je bila najbolj razvita industrijska država v Vzhodnem bloku. Pred zgraditvijo Berlinskega zidu leta 1961 je Vzhodna Nemčija veljala za šibko državo, saj je bila občutljiva na izgubo kvalificirane delovne sile, ker so mnogi njeni državljani iskali boljše življenjske pogoje na Zahodu. Ta množični beg možganov je bil tako izrazit, da je Vzhodna Nemčija dobila vzdevek »izginjajoči satelit«. Šele ko je gradnja Berlinskega zidu leta 1961 preprečila odhod kvalificirane delovne sile iz Vzhodne Nemčije, je Vzhodna Nemčija lahko postala vodilna ekonomska sila v Vzhodnem bloku. Gospodarske in življenjske razmere v Vzhodni Nemčiji so se izboljšale, pri čemer so njeni državljani uživali višjo kakovost življenja in manjše pomanjkanje blaga v primerjavi s Sovjetsko zvezo, Poljsko in Romunijo.
Medtem je vzhodnonemško gospodarstvo propadalo zaradi centralnega planiranja, ekonomske samozadostnosti, uporabe premoga namesto nafte, velike koncentracije investicij v nekaj izbranih tehnološko intenzivnih področjih in regulacije trga dela. Posledično je med Vzhodno in Zahodno Nemčijo obstajala velika razlika v produktivnosti. Čeprav je bila vrzel v produktivnosti ocenjena na skoraj 50% na delavca, je bila dejanska razlika v kakovosti izdelkov in storitev še večja, kar je pomenilo, da je bila dejanska gospodarska razlika na prebivalca morda še nižja, med 14 do 20 odstotki. Poleg tega so bile povprečne plače v Vzhodni Nemčiji bistveno nižje kot v Zahodni Nemčiji. Čeprav so uradne številke pokazale, da so znašale približno 30% zahodnonemških, je bila po upoštevanju obdavčitve relativna vrednost višja, približno 60% zahodnonemških plač.
Kupna moč plač v Vzhodni Nemčiji je bila precej nižja v primerjavi z Zahodno Nemčijo. Leta 1990 je imelo le približno polovica vzhodnonemških gospodinjstev avtomobil ali barvni televizor, kar je bilo običajni standard zahodnonemških gospodinjstev. Ostmark, valuta Vzhodne Nemčije, je veljala le za transakcije znotraj Vzhodne Nemčije. To je pomenilo, da z njo ni bilo mogoče trgovati na mednarodnih trgih. Ni jo bilo mogoče uporabljati v vzhodnonemških trgovinah Intershop, ki so prodajale vrhunsko blago. Leta 1989 je 11% vzhodnonemške delovne sile bilo v kmetijstvu, 47% v sekundarnem sektorju in 42% v storitvenih dejavnostih.
Ekonomski sistem Vzhodnega bloka je bil težko prilagodljiv. Uspešnost se je v 1970-ih in 1980-ih letih zmanjšala zaradi neučinkovitosti, ko so naraščali vhodni stroški proizvodnje, kot so cene energije. Potrošniški izdelki so postali bolj dostopni v 1960-ih letih.
Pred razpadom Vzhodnega bloka so nekateri večji industrijski sektorji poslovali z izgubo, na Zahod so izvažali izdelke po cenah, nižjih od vrednosti surovin. Stroški jekla na Madžarskem so bili dvakrat višji kot v Zahodni Evropi. Leta 1985 je bila četrtina madžarskega državnega proračuna porabljena za podporo neučinkovitim podjetjem. V Bolgariji je strogo načrtovanje industrije povzročalo stalno pomanjkanje v drugih delih gospodarstva.

### Razvojne politike
Pod vodstvom Leonida Brežnjeva med leti 1964 in 1982 je Sovjetska zveza doživela občutno izboljšanje življenjskega standarda, realni dohodki zrasli za več kot 1,5-krat. Več kot 1,6 milijarde kvadratnih metrov bivalnih površin je bilo zagotovljenih za več kot 160 milijonov ljudi. Povprečni stroški najemnine niso presegli 3% družinskega dohodka. DT je izboljšalo dostopnost do javnih storitev, kot so zdravstvena oskrba, izobraževanje in javni prevoz.
Rezultati raziskave, ki jo je leta 1986 izvedel Sociološki raziskovalni inštitut Akademije znanosti ZSSR,  je 75% anketiranih izjavilo, da je njihov standard boljši kot prejšnjih deset let. Več kot 95% odraslih v Sovjetski zvezi se je ocenilo kot »precej dobro situiranih«. 55% anketiranih je menilo, da so se zdravstvene storitve izboljšale, 46% jih je menilo, da se je javni prevoz izboljšal, 48% pa je dejalo, da se je standard javnih storitev dvignil.
V letih 1957–1965 se je stanovanjska politika soočala z večjimi izzivi zaradi hitre industrializacije in urbanizacije, ki sta sledili drugi svetovni vojni. Pomanjkanje stanovanj v Sovjetski zvezi je bilo hujše kot v preostalem Vzhodnem bloku zaradi večjih migracij v mesta in večje vojne škode in Stalinove politike, ki ni dajala prednosti investicijam v stanovanjski sektor. Rezultat tega je bilo, da so bila stanovanja preobremenjena, saj so se morala deliti med več družin.
Predvojna norma v Sovjetski zvezi je postala ena družina na sobo, s skupnimi stranišči in kuhinjo. Količina bivalnega prostora v mestnih območjih se je zmanjšala s 5,7 kvadratnih metrov na osebo leta 1926 na 4,5 kvadratnih metrov leta 1940. V ostalih državah Vzhodnega bloka v tem obdobju je povprečno število ljudi na sobo variiralo: 1,8 v Bolgariji (1956), 2,0 na Češkoslovaškem (1961), 1,5 na Madžarskem (1963), 1,7 na Poljskem (1960), 1,4 v Romuniji (1966), 2,4 v Jugoslaviji (1961) in 0,9 v Vzhodni Nemčiji (1961).
Po Stalinovi smrti leta 1953 in političnih spremembah, ki so sledile, so bili sprejeti ukrepi za oživitev zasebne gradnje. Zasebna gradnja je dosegla vrhunec v letih 1957–1960 v mnogih državah Vzhodnega bloka, nato pa se je zmanjšala sočasno s strmim povečanjem gradnje  državnih in zadružnih stanovanj. Do leta 1960 se je stopnja gradnje hiš na prebivalca povečala v vseh državah Vzhodnega bloka. Med letoma 1950 in 1975 je poslabšanje pomanjkanja na splošno povzročilo padec deleža vseh investicij v stanovanjsko gradnjo, čeprav se je v tem obdobju skupno število bivališč povečalo.
V obdobju od 1960 do1975 so bile v ospredju rešitve, ki so temeljile na predpostavki, da bodo industrializirane gradbene metode in gradnja visokih stavb stroškovno učinkovitejše in hitrejše v primerjavi s tradicionalno gradnjo nizkih opečnatih stavb. Te metode so zahtevale, da proizvodne organizacije izdelujejo montažne komponente, ki so jih nato sestavljali na mestu gradnje. Načrtovalci so predvideli, da bodo za ta proces lahko zaposlili veliko število nekvalificiranih delavcev. Slaba kakovost izvedbe je spodbudila nastanek črnega trga gradbenih storitev in materialov, ki jih uradni državni monopoli niso uspeli zagotoviti. Poleg tega je zaradi slabe kakovosti dela nastal črni trg gradbenih storitev in materialov, ki jih ni bilo mogoče nabaviti pri državnih monopolih.
V večini držav Vzhodnega bloka je gradnja novih stanovanj dosegla vrhunec med letoma 1975 in 1980 in nato upadlo kot posledica domnevno slabših mednarodnih gospodarskih razmer. Ta trend se je pojavil v Bolgariji, na Madžarskem, v Vzhodni Nemčiji, na Poljskem, v Romuniji (ki je doživela tudi prejšnji vrh leta 1960), na Češkoslovaškem in v Jugoslaviji, medtem ko je Sovjetska zveza dosegla vrh gradnje v letih 1960 in 1970. Medtem ko se je med letoma 1975 in 1986 delež naložb, namenjen stanovanjem, dejansko povečal v večini držav Vzhodnega bloka, so splošne investicije upadle ali stagnirale zaradi slabšanja gospodarskih razmer.
V 1980-ih letih je stanovanjska politika v državah Vzhodnega bloka doživela preobrazbo, ki je odražala postopno umikanje striktnega socialističnega pristopa. Ta sprememba je vključevala novo usmerjenost oblasti, ki so začele ocenjevati finančne zmožnosti potencialnih stanovalcev za plačilo stanovanj, kar je pomenilo odmik od prejšnjega modela, ki je temeljil na potrebah posameznikov.. Jugoslavija je bila posebnost, saj je uporabljala edinstveno mešanico financiranja, ki je združevala zasebne in državne vire. To je državi omogočilo, da je ohranila večjo mero fleksibilnosti in inovativnosti v svojem stanovanjskem sektorju.

### Pomanjkanja
| Država          | Začetno leto | Tačetno leto pomanjkanja | % celotnega sklada | pomanjkanje 1986 | 1986% celotnega sklada |
| --------------- | ------------ | ------------------------ | ------------------ | ---------------- | ---------------------- |
| Albanija        | n/a          | n/a                      | n/a                | n/a              | n/a                    |
| Bolgarija       | 1965         | 472.000                  | 23,0%              | 880.400          | 27,4%                  |
| Madžarska       | 1973         | 6.000                    | 0,2%               | 257.000          | 6,6%                   |
| Vzhodna Nemčija | 1971         | 340.000                  | 5,6%               | 1.181.700        | 17,1%                  |
| Poljska         | 1974         | 1.357.000                | 15,9%              | 2.574.800        | 23,9%                  |
| Romunija        | 1966         | 575.000                  | 11,0%              | 1.157.900        | 14,0%                  |
| Sovjetska Zveza | 1970         | 13.690.000               | 23,1%              | 26.662.400       | 30,2%                  |
| Češkoslovaška   | 1970         | 438.000                  | 9,9%               | 877.600          | 15,3%                  |
| Jugoslavija     | n/a          | n/a                      | n/a                | 1.634.700        | 23,9%                  |

Razlike v začetnem letu merjenja in pomanjkanju, kot tudi v deležih pomanjkanja glede na celotni stanovanjski sklad, odražajo variabilnost stanovanjskih politik in učinkovitosti gradnje v posameznih državah. 
Na Poljskem je bilo treba v poznih 1980-ih v povprečju čakati na stanovanje 20 let, v Varšavi pa med 26 in 50 let. Stanovanjske težave na Poljskem so bile posledica počasne gradnje, nezadostne kakovosti stanovanj, še posebej na podeželju, in obsežnega črnega trga.
V Sovjetski zvezi je prišlo do zelo razširjenega nezakonitega podnajema po pretiranih cenah. Na sejah Centralnega komiteja sovjetske KPSZ so prišle na dan obtožbe o nepravilnih dodelitvah in nezakoniti razdelitvi stanovanj. V Sovjetski zvezi so stanovanjske težave predstavljale enega izmed največjih družbenih izzivov.
V Romuniji je politika socialnega inženiringa in upravljanje z kmetijskimi zemljišči prispevala k visoki gostoti naseljenosti in načrtom za izgradnjo visokih stavb.
V Bolgariji se je v sedemdesetih in osemdesetih letih nekoliko zmanjšal prejšnji poudarek na gradnji monolitnih visokih stavb.
V Vzhodni Nemčiji so bila stanovanja pogosto zaznamovana s pomanjkanjem kakovosti, usposobljene delovne sile, materialov, zemljišč in gradbenih dovoljenj.
V Albaniji, ki je sledila strogi stalinistični doktrini, so bili stanovanjski bloki (panelke) tipično skromni, z običajno višino šestih nadstropij. Stanovanja so bila dodeljena preko sindikatov na delovnih mestih in zgrajena s prostovoljnim delom prek organiziranih delovnih brigad. 
Jugoslavija je medtem izkusila težave zaradi hitre urbanizacije in neusklajenega razvoja. Slaba organizacija, ki je bila posledica pomanjkanja jasne hierarhične strukture, nizke gradbene produktivnosti, monopolnega položaja gradbenih podjetij in neracionalne kreditne politike, je prav tako prispevala k težavam v stanovanjskem sektorju.

## Upori
Stalinova smrt marca 1953 je za a Sovjetsko zvezo in njene satelite pomenilo prelomnico. Novi sovjetski voditelj Nikita Hruščov je storil precejšen korak k umiritvi hladne vojne, obnovil je tudi stike z Jugoslavijo, ki so bili pretrgani od leta 1948. V notranji politiki se je osredotočil na reformo gospodarstva z namenom izboljšati življenjske razmere, najtežja naloga, ki si jo je zadal, pa je bil prelom s stalinizmom.

### Vzhodnonemška vstaja leta 1953
Dogodki junija 1953 v Vzhodni Nemčiji so predstavljali enega izmed ključnih trenutkov v zgodovini hladne vojne in odnosov med Vzhodom in Zahodom. Po smrti Josipa Stalina marca tega leta, je prišlo do dramatičnega povečanja emigracije (Republikflucht, beg možganov) iz Vzhodne Nemčije. Vzhodnonemška vlada je povišala delovne norme za 10%, kar je povečalo že obstoječo napetost med delavci, ki so lahko videli relativni ekonomski uspeh Zahodne Nemčije znotraj samega Berlina. Jezni gradbeni delavci so sprožili ulične proteste in kmalu so se jim pridružili tudi drugi na pohodu do berlinskega sindikalnega sedeža.
Do 14. ure je vzhodnonemška vlada pristala na umik povišanja delovnih norm. Protesti, ki so izbruhnili, so hitro prerasli v zahteve za večje politične reforme, vključno s svobodnimi volitvami in demilitarizacijo in odstop vlade. Do 17. junija so bile stavke zabeležene na 317 lokacijah, v katerih je sodelovalo približno 400,000 delavcev. Ko so stavkajoči zažgali stavbe vladajoče stranke SED in strgali zastavo z Brandenburških vrat, je generalni sekretar SED Walter Ulbricht zapustil Berlin.
Razglašene so bile izredne razmere in sovjetska Rdeča armada je vdrla v nekaj pomembnih zgradb. V nekaj urah so prispeli sovjetski tanki, vendar sprva niso streljali na delavce.  Namesto tega je bil izvajan postopen pritisk. V akciji je sodelovalo približno 16 sovjetskih divizij z 20,000 vojaki iz Skupine sovjetskih sil v Nemčiji, ki so uporabljale tanke, ter 8.000 pripadnikov Kasernierte Volkspolizei. Prelivanja krvi ni bilo mogoče v celoti preprečiti - uradno število smrtnih žrtev je bilo 21, medtem ko je bilo dejansko število žrtev morda veliko višje. Po dogodkih je bilo opravljenih 20,000 aretacij in izvršenih 40 usmrtitev. Učinki teh protestov so imeli dolgoročne posledice za politiko Vzhodne Nemčije, saj so pokazali, da je politično nezadovoljstvo lahko dovolj močno, da sproži javne proteste, kljub tveganju za življenje in svobodo. 

### Madžarska revolucija leta 1956
Po Stalinovi smrti leta 1953 je sledilo obdobje destalinizacije, kar je pomenilo odmik od represivnih politik in kulta osebnosti, ki je obkrožal Stalina. Na Madžarskem je to politično spremembo zaznamovala zamenjava stalinističnega voditelja Mátyása Rákosija z reformistom Imre Nagyem.
Revolucija na Madžarskem se je začela po tem, ko so študenti Tehniške univerze sestavili seznam zahtev in 22. oktobra izvedli proteste v podporo tem zahtevam. Protesti podpore so do 6-ih popoldne naslednjega dne narasli na 200.000 udeležencev. Zahteve so vključevale svobodne tajne volitve, neodvisna sodišča in preiskave preteklih represivnih aktivnosti pod Stalinom in Rákosijem. Ena izmed simbolnih zahtev je bila odstranitev Stalinovega kipa, ki je predstavljal konec stalinistične tiranije. Do 21:30 zvečer so kip porušili in vesele množice proslavile postavitvijo madžarskih zastav v preostanek kipa, v Stalinove škornje. Protesti so privedli do konfliktov, v katerih so se madžarski vojaki, člani ÁVH, postavili na stran protestnikov, proti Madžarski tajni policiji ÁVH, kar je privedlo do streljanja.
Do 2-eh zjutraj, 24. oktobra, so sovjetski tanki po ukazu sovjetskega obrambnega ministra Georgija Žukova vdrli v Budimpešto. Napadi protestnikov na parlament so prisilili vlado v razpustitev parlamenta. Od 28. oktobra in do 30. oktobra je bila dogovorjena  prekinitev ognja in večina sovjetskih čet se je umaknila iz Budimpešte v garnizije na madžarsko podeželje. Boji so med 28. oktobrom in 4. novembrom praktično prenehali, kar je mnogim Madžarom dalo občutek, da sovjetske vojaške enote res zapuščajo Madžarsko.
Nova vlada, ki je prišla na oblast med revolucijo, je uradno razpustila ÁVH, in izjavila, da namerava izstopiti iz Varšavskega pakta in se zavezala k ponovni vzpostavitvi svobodnih volitev. Nato je sledila sovjetska vojaška intervencija. 4. novembra je prišlo do invazije velikih sovjetskih sil, ki so vdrle v Budimpešto in druge regije v državi. Zadnje žarišče odpora je 10. novembra pozvalo k prekinitvi ognja. Več kot 2500 Madžarov in 722 sovjetskih vojakov je bilo ubitih, na tisoče je bilo ranjenih.
V naslednjih tednih in mesecih je bilo veliko Madžarov aretiranih in deportiranih v Sovjetsko zvezo. Približno 200.000 Madžarov je zbežalo iz Madžarske. Večina jih je pobegnila v Avstrijo in od tod vsepovsod po svetu, največ v ZDA. Približno 16.000 Madžarov je pribežalo tudi v Jugoslavijo, od tega po podatkih Uprave državne varnosti (UDV) 2361 v Slovenijo. Begunce, ki so se zatekli v Slovenijo, so nastanili v turističnih objektih in gradovih, denimo v Borlu, Brestanici, Rogaški Slatini in Radencih, za veliko večino pa je bila Jugoslavija le začasno pribežališče pred izselitvijo na Zahod.
Nova vlada Jánosa Kádárja, ki jo je postavila Sovjetska zveza, je sodila približno 26.000 Madžarom, od tega jih je bilo 13.000 zaprtih. Imre Nagy je bil po tajnih sojenjih junija 1958 usmrčen skupaj s Pálom Maléterjem in Miklósom Gimesom. Njihova trupla so pokopali v neoznačene grobove na občinskem pokopališču v bližini Budimpešte. Do januarja 1957 je nova sovjetska vlada zatrla vse oblike javnega nasprotovanja. Sovjetski odziv na madžarsko revolucijo je bil jasno sporočilo drugim državam Vzhodnega bloka o nepopustljivosti Moskve pri vzdrževanju svojega nadzora nad satelitskimi državami.

### Praška pomlad in intervencija Varšavskega pakta na Češkoslovaškem leta 1968
Praška pomlad leta 1968 predstavlja pomemben trenutek v zgodovini Vzhodne Evrope in širše mednarodne skupnosti, saj je simbolizirala kratko obdobje liberalizacije in upanja za večjo politično svobodo v komunističnem režimu Češkoslovaške. Brežnjev je Sovjetski zvezi in vzhodnemu bloku vladal dolgih 18 let, v njegovem času pa so države vzhodnega bloka politično stagnirale in v primerjavi z Zahodom gospodarsko močno nazadovale. Režim Brežnjeva se resda ni približal stalinizmu, pa vendar je bil zelo represiven in odločen zadušiti vsakršno kritiko. 
Dogodek so spodbudili številni dogodki, vključno z gospodarskimi reformami, uvedene zaradi gospodarske recesije v zgodnjih 60. letih. Praška pomlad se je začela  5. januarja 1968, ko je bil za prvega sekretarja centralnega komiteja komunistične stranke Češkoslovaške izvoljen Alexander Dubček. Dubčkove reforme so predvidele svobodo tiska, ki se je kazala tudi v tem, da so v medijih dovolili politično obarvane kritične komentarje. Gospodarstvo naj bi temeljilo na proizvodnji dotlej primanjkujočega blaga za široko potrošnjo, možnost večstrankarskega sistema in omejitev moči tajne policije. 
Začetni mednarodni odziv znotraj Vzhodnega bloka je bil mešan. Na eni strani je madžarski vodja János Kádár izrazil podporo Dubčkovim prizadevanjem. Po drugi strani pa so se pojavile skrbi med drugimi voditelji, vključno s sovjetskim voditeljem Leonidom Brežnjevim, saj bi Dubčkove reforme lahko oslabile enotnost Vzhodnega bloka med hladno vojno. 3. avgusta so se predstavniki Sovjetske zveze, Vzhodne Nemčije, Poljske, Madžarske, Bolgarije in Češkoslovaške sestali v Bratislavi in podpisali Bratislavsko deklaracijo. Ta deklaracija je potrdila njihovo zavezanost marksizmu–leninizmu in proletarskemu internacionalizmu ter razglasila neizprosen boj proti »buržoazni« ideologiji in vsem »protisocialističnim« silam.
V noči s 20. na 21. avgusta 1968 so vojske Vzhodnega bloka s pomočjo Madžarske, Poljske, Bolgarije in Vzhodne Nemčije posredovale na Češkoslovaškem. To vojaško dejanje je bilo v skladu z Brežnjevo doktrino, ki je določila, da ima Sovjetska zveza pravico intervenirati v katerikoli socialistični državi, ki je ogrozila socialistične ideale in enotnost bloka. Intervencija je imela velike posledice za prebivalstvo Češkoslovaške, saj je sprožila množično emigracijo. Sprva je državo zapustilo okoli 70.000 Čehoslovakov, skupno število emigrantov pa je na koncu doseglo 300.000.
Aprila 1969 je z odstranitvijo Dubčka in vzponom Gustáva Husáka Češkoslovaška vstopila v dolgo obdobje »normalizacije«, kar je pomenilo vrnitev k strožjemu komunističnemu nadzoru, ponovno centralizacijo gospodarstva in omejevanje svobode govora in tiska. Tisti, ki niso bili v »celoti zaupanja vredni s  političnega vidika« so bili izključeni iz javnega dialoga. To obdobje normalizacije je ponovno uvedlo restriktivne politike, ki so zatrle liberalne reforme praške pomladi in okrepile avtoritarno vladavino,.  Dubček je ustanovil federalno republiko (Češka in Slovaška). To je po zlomu praške pomladi avgusta 1968 ostala edina sprememba, ki je Rusi niso odpravili.

## Razpad
Padec Vzhodnega bloka in končni razpad Sovjetske zveze sta predstavljala prelomne dogodke v svetovni zgodovini, ki so zaznamovali konec hladne vojne in prehod številnih držav iz enopartijskih socialističnih režimov v različne oblike demokratičnih vladavin. 
Ta prehod ni bil linearen ali enoten, saj so posamezne države doživljale svoje edinstvene politične in gospodarske spremembe - od državnega udara na Češkoslovaškem leta 1948 in razkolom med Titom in Stalinom glede usmeritve Federativne ljudske republike Jugoslavije do kitajske komunistične revolucije (1949) in njihove udeležbe v korejski vojni. V Evropi je protisovjetsko razpoloženje leta 1953 izzvalo vzhodnonemško vstajo. Nikita Hruščov je leta 1956 s svojim protistalinističnim govorom O kultu osebnosti in njegovih posledicah kritiziral Stalinov kult osebnosti, ter tako delno vplival na Madžarsko revolucijo leta 1956, ki jo je Sovjetska zveza nasilno zatrla, in na kitajsko-sovjetski razkol. 
Razkol med Sovjetsko zvezo in Kitajsko je Severni Koreji in Severnemu Vietnamu omogočil večjo neodvisnost od obeh ter olajšal razkol med Albanijo in Sovjetsko zvezo. Kubanska raketna kriza in neuspeh invazije v Prašičjem zalivu sta obvarovala kubansko revolucijo pred zavrnitvijo s strani Združenih držav. Kubanski voditelj Fidel Castro je po tem postajal vse bolj neodvisen od sovjetske podpore, zlasti med kubanskim posredovanjem v Angoli leta 1975. Leta 1975 je komunistična zmaga v nekdanji Francoski Indokini po koncu vietnamske vojne vlila Vzhodnemu bloku novo samozavest, ki jo je leta 1968 omajala invazija sovjetskega voditelja Leonida Brežnjeva na Češkoslovaško, da bi zatrl praško pomlad. To je privedlo do tega, da je Ljudska republika Albanija izstopila iz Varšavskega pakta in se za kratek čas povezala s Kitajsko Mao Zedonga, dokler ni prišlo do kitajsko-albanskega razkola.
Po kitajsko-sovjetskem mejnem konfliktu se je Kitajska začela zbliževati z ZDA. Ta premik je bil del širše kitajske zunanje politike, ki je vključevala tudi gospodarske reforme in liberalizacijo, medtem ko je Vzhodni blok v primerjavi s kapitalističnim prvim svetom doživel dobo stagnacije. Sovjetsko-afganistanska vojna je bila poskus širitve vpliva Sovjetske Zveze, vendar se je vojna izkazala za logistično zahtevno in predrago za Sovjete, ki so bili v Vzhodni Evropi soočeni s civilnim odporom Solidarnosti. 

### Gorbačovove reforme
Začetek konca hladne vojne predstavljajo reforme sovjetskega voditelja Mihaila Gorbačova (glasnost in perestrojka), ter politika predsednika ZDA R. Reagana, ki sta tako po strateški kot po človeški plati precej spremenila do takrat hladne odnose med velesilama. Oslabljena Sovjetska zveza se je postopoma prenehala vmešavati v notranje zadeve držav Vzhodnega bloka, kar je povzročilo številna gibanja za neodvisnost.
V času svojega vodstva je reformno usmerjeni sovjetski voditelj Mihail Gorbačov leta 1985 nakazal trend k večji liberalizaciji. Zavrnil je doktrino Brežnjeva, ki je določala, da bo Moskva intervenirala, če bi bil socializem v kateri koli državi ogrožen. Napovedal je tisto, kar so v šali imenovali »Sinatrova doktrina« po pevcu in njegovi pesmi »My Way«, da bi državam Srednje in Vzhodne Evrope omogočili, da v tem obdobju same odločajo o svojih notranjih zadevah.
Gorbačov je v Sovjetski zvezi uvedel politiko glasnosti (odprtosti)  in poudarjal potrebo po perestrojki (gospodarskem prestrukturiranju). Te reforme so bile delno odgovor na gospodarske težave, ki so nastale zaradi dolgotrajne vojne v Afganistanu v gospodarskih težavah in pomanjkanja virov za nadzor nad Srednjo in Vzhodno Evropo.

### Jesen narodov
Leta 1989 je Vzhodni blok zajel val revolucij »jesen narodov«, kar je predstavljalo zgodovinsko prelomnico, saj je bil to čas, ko so komunistični režimi po vsej Vzhodni Evropi začeli hitro izgubljati oblast zaradi serije množičnih in mirnih revolucij. Te revolucije so bile del širšega konteksta političnega razkroja Sovjetske zveze in vse bolj tolerantne zunanje politike, ki jo je izvajal sovjetski vodja Mihail Gorbačov z glasnostjo (odprtostjo) in perestrojko (prestrukturiranjem).
Začetek proces razpada Vzhodnega bloka se je začel z dogodki konec 1980-ih. Junija 1989 so parlamentarne volitve na Poljskem prinesle pomembne politične spremembe, avgusta istega leta pa je odprtje mejnega prehoda med Avstrijo in Madžarsko na Panevropskem pikniku simboliziralo padec železne zavese. Leta 1990 je po padcu Berlinskega zidu sledila združitev Vzhodne in Zahodne Nemčije. Za razliko od prejšnjih sovjetskih voditeljev je Gorbačov zavrnil uporabo sile proti revolucijam v Vzhodni Evropi leta 1989, ki so potekale proti marksistično-leninistični vladavini. Padec berlinskega zidu in konec Varšavskega pakta sta razširila nacionalistične in liberalne ideale po vsej Sovjetski zvezi. Leta 1991 so v Sovjetski Zvezi konservativne komunistične elite leta 1991 izvedle poskus državnega udara, ki je pospešil konec marksistično-leninistične vladavine v Vzhodni Evropi. Vendar pa so bile demonstracije na Trgu nebeškega miru leta 1989 na Kitajskem nasilno zatrte, tako da je komunistična vlada ohranila oblast.
Po zamenjavi Jánosa Kádárja na mestu generalnega sekretarja Komunistične partije leta 1988 je na Madžarskem prišlo do velikih reform. Na Poljskem so aprila 1989 legalizirali organizacijo Solidarnost in ji dovolili sodelovanje na parlamentarnih volitvah. Osvojila je 99% razpoložljivih poslanskih sedežev.
Na Panevropskem pikniku 19. avgusta 1989 je padec železne zavese med Avstrijo in Madžarsko sprožil verižno reakcijo, na koncu katere ni bilo več Vzhodne Nemčije, Vzhodni blok pa je razpadel. To je bil javno promoviran dogodek, ki je vabil dopustnike iz Vzhodne Nemčije (NDR), ki so bili na počitnicah na Madžarskem. Avstrijska podružnica Panevropske unije, ki jo je takrat vodil Karl von Habsburg, je razdelila na tisoče brošur, ki so vabila na piknik ob meji pri Sopronu. Na dan piknika so tisoči Vzhodnih Nemcev izkoristili priložnost, da prečkajo mejo v Avstrijo, kar je predstavljalo največji množični beg iz Vzhodne Nemčije od postavitve berlinskega zidu leta 1961. Madžarska takrat ni bila več pripravljena imeti popolnoma zaprtih meja in svojim obmejnim enotam ukazati uporabo orožja. Erich Honecker je za Daily Mirror za piknik Paneuropa izjavil: »Habsburžani so daleč v Poljsko razdeljevali letake, na katerih so bili vzhodnonemški dopustniki vabljeni na piknik. Ko so prišli na piknik, so dobili darila, hrano in nemške marke, kar jih je dodatno motiviralo, da pridejo na Zahod«. Vodstvo NDR v Vzhodnem Berlinu si ni upalo popolnoma blokirati meja lastne države, ZSSR pa se sploh ni odzvala. Tako je bil razbit prvi nosilni člen Vzhodnega bloka.
9. novembra 1989 je po množičnih protestih v Vzhodni Nemčiji in sprostitvi mejnih omejitev na Češkoslovaškem več deset tisoč prebivalcev Vzhodnega Berlina preplavilo kontrolne točke ob Berlinskem zidu in prestopilo v Zahodni Berlin. Dele zidu so podrli,  kar je omogočilo nemoten prehod med Vzhodnim in Zahodnim Berlinom. Ta dogodek  je privedel do ponovne združitve Nemčije 3. oktobra 1990. Dan po množičnih prehodih skozi Berlinski zid je v Bolgariji politbiro odstavil voditelja Todorja Živkova in ga nadomestil s Petrom Mladenovim.
V Žametni revoluciji na Češkoslovaškem so se odvili množični prostesti v katerih je sodelovalo približno pol milijona Čehov in Slovakov. Demonstranti so zahtevali več svoboščin in izvedli splošno stavko. Oblikovana je bila večinsko nekomunistična vlada, ki je odpravila zakonske določbe, ki so Komunistični partiji zagotavljale monopol nad političnim sistemom..
Po naraščajočih javnih protestih je diktator Nicolae Ceaușescu ukazal množično zborovanje v svojo podporo pred sedežem Komunistične partije v Bukarešti. Kljub poskusu prikaza podpore seje množično nezadovoljstvo nadaljevalo, in ko so se protesti še stopnjevali, se je romunska vojska postavila na stran protestnikov in se obrnila proti Ceaușescuju. Po kratkem sojenju so ga tri dni kasneje usmrtili.
Varšavski pakt ni bil vedno enoten v svojih akcijah. Medtem ko so nekatere države, kot je Romunija sprva obsojalae invazijo na Češkoslovaško leta 1968 in se ji niso pridružile, je Albanija je celo izstopila iz pakta in iz Vzhodnega bloka kot odgovor na invazijo. 
V Kambodži se je komunistična vladavina končala leta 1989, štiri leta kasneje pa je bila obnovljena monarhija.
Kljub razpadu večine komunističnih režimov v Evropi, nekateri, kot so Kitajska, Vietnam, Kuba, Laos in Severna Koreja, so ohranili komunistični sistem, čeprav so v nekaterih primerih, kot sta Kitajska in Vietnam, izvedli pomembne gospodarske reforme. Te države so svoje socialistične politike pogosto utemeljevale z bojem proti imperializmu zahodnih držav in procesom dekolonizacije. Sirijo še vedno vodi isto neobaasistično vodstvo kot med hladno vojno, čeprav ni bila marksistično-leninistična država. Vseh pet omenjenih držav je različno izvedlo svoje gospodarske reforme. Kitajska in Vietnam sta se razvila v smeri državnega kapitalizma, medtem ko sta Kuba in Laos ostali bolj tradicionalistični. Severna Koreja je edinstvena med preostalimi komunističnimi državami, ker je postopoma izločila vse reference na marksizem-leninizem, ki so bile sprva del njene uradne državne ideologije, in jih nadomestila z ideologijo Džuče. Več postsovjetskih držav je opustilo marksistično-leninistične ideje: Kazahstan do leta 2022, Uzbekista do 2016, Turkmenistan do 2006, Kirgizistan do 2005, Azerbajdžan in Gruzijia do 2003, Armenija do 1998, Moldavija do 1997, Ukrajina in Belorusija do 1994, Tadžikistan do 1992. Vsi predsedniki postsovjetske Rusije so bili nekoč člani Komunistične partije Sovjetske zveze (Boris Jelcin pred letom 1990, Vladimir Putin in Dmitrij Medvedjev pred letom 1991). Azerbajdžan je avtoritarna država z vladajočo stranko in Severna Koreja je totalitarna enostrankarska država, ki pod vodstvom dedičev družine, ki izhaja iz voditeljev Vzhodnega bloka. Kljub temu da sta državi pod močnim vplivom svoje partije, je marksizem-leninizem postopoma odstranjen iz uradne ideologije.
Dogodki jeseni narodov so tako pomenili ne le konec komunistične vladavine v večjem delu Vzhodne Evrope, temveč tudi pomembno spremembo v globalni politični pokrajini, ki je vplivala na mednarodne odnose in notranje politike držav po vsem svetu.

## Zapuščina
Razpad Sovjetske zveze in prehod držav Vzhodnega bloka k tržnim gospodarstvom sta imela globok in trajen vpliv na ekonomsko, socialno in politično krajino teh držav. Zgodnje posledice prehoda so bile pogosto boleče, kar je vključevalo gospodarski upad, povečanje revščine, socialne nemire in v nekaterih primerih politično nestabilnost. Vendar pa so se dolgoročni učinki in prilagoditve razlikovali od države do države, odvisno od specifičnih lokalnih okoliščin, izbranih politik in zunanje podpore.

### Posledice
Po mnenju nemškega zgodovinarja Philipp Thera, leta 2016, so imele neoliberalne politike liberalizacije, deregulacije in privatizacije uničujoče posledice na države nekdanjega Sovjetskega bloka. Pristop »šok terapije«, pod vplivom Washingtonskega soglasja,  ki so ga sprejele nekatere države, je bil zasnovan kot hitra tranzicija k tržnemu gospodarstvu. te politike niso prinesle pričakovane gospodarske rasti. Čeprav je ta pristop v nekaterih primerih na dolgi rok povečal ekonomsko učinkovitost, so kratkoročni učinki pogosto vključevali množično brezposelnost, inflacijo in socialne nemire.
Obdobje po padcu komunizma je bilo v nekaterih državah zaznamovano s povečanjem smrtnosti, ki je bila delno posledica slabših življenjskih pogojev, ter slabših zdravstvenih storitev. Po ocenah je v nekdanji ZSSR po njenem razpadu prišlo do približno sedem milijonov prezgodnjih smrti, od tega štiri milijone v Rusiji. Rusija je po razpadu ZSSR zabeležila zgodovinsko največji padec pričakovane življenjske dobe v času miru. Kristen Ghodsee in Mitchell A. Orenstein opisujeta ta pojav kot »smrtonosni pas« in navajata, da bi lahko učinkovitejša zdravstvena politika potencialno preprečila mnoge od teh smrti
V 90. letih je prišlo do ostrega padca BDP v več državah, revščina in brezposelnost pa sta se močno povečali. Še več, nekateri segmenti prebivalstva so izkusili drastičen padec življenjskega standarda. Število ljudi, ki so živeli pod mednarodnim pragom revščine, povečalo s 3% v letih 1987–88 na 20% tj. okoli 88 milijonov ljudi. Pred razpadom ZSSR je le 4% prebivalcev regije živelo z manj kot 4 dolarji na dan, do leta 1994 pa je ta delež narasel na 32%. V Rusiji je hitra privatizacija in varčevalna politika Borisa Jelcina, ki jo je podpiral Mednarodni denarni sklad, povzročila visoko brezposelnost in občuten padec življenjskega standarda. V 1990-ih letih je BDP v nekaterih republikah padel za do 50%. Do leta 2000 je bil BDP Rusije med 30 in 50% njegove proizvodnje pred zlomom.
Povečanje kriminala in korupcije je bilo še ena pogosta posledica tranzicije, saj so se institucije in pravni sistemi prilagajali novi realnosti, kar je ustvarilo priložnosti za nezakonite dejavnosti.. Uživanje alkohola in drog ter samomori so se po padcu Vzhodnega bloka močno povečali.
Leta 2011 je The Guardian objavil analizo nekdanjih Sovjetskih držav dvajset let po razpadu ZSSR. Ugotovili so, da je BDP v 1990-ih letih v nekaterih republikah padel za do 50 odstotkov ... zaradi bega kapitala, propada industrije, hiperinflacije in izogibanja davkom«, vendar je prišlo do ponovnega okrevanja v 2000-ih, in do leta 2010 so »nekatera gospodarstva bila petkrat večja kot leta 1991. Pričakovana življenjska doba se je od leta 1991 v nekaterih državah povečala, v drugih pa zmanjšala; prav tako so nekatere izvedle svobodne in poštene volitve, medtem ko so druge ostale avtoritarne.
Vendar pa so srednjeevropske države nekdanjega Vzhodnega bloka – Poljska, Madžarska, Češka in Slovaška – od 1990-ih let dalje zabeležile povečanje pričakovane življenjske dobe v primerjavi s skoraj tridesetletno stagnacijo pod komunizmom. Bolgarija in Romunija sta sledili temu trendu po uvedbi resnejših gospodarskih reform v poznih 1990-ih. Ob prelomu stoletja je imela večina njihovih gospodarstev visoko stopnjo rasti, ki jo je spodbudila širitev Evropske unije leta 2004 in 2007, ko so bile Poljska, Češka, Slovaška, Madžarska, baltske države, Romunija in Bolgarija sprejete v Evropsko unijo. To je privedlo do bistvenega izboljšanja življenjskega standarda, kakovosti življenja, zdravja ljudi in gospodarske uspešnosti v postkomunističnih srednjeevropskih državah v primerjavi s poznim komunističnim in zgodnjim postkomunističnim obdobjem. Nekatere države nekdanjega Vzhodnega bloka so v desetletjih po letu 1989 celo postale bogatejše od nekaterih zahodnoevropskih držav. Leta 2006 naj bi Češka postala bogatejša od Portugalske, podoben dosežek naj bi leta 2019 dosegla tudi Poljska.
Leta 2016 je raziskovalni inštitut Cato Institute izjavil, da so bile ocene reform v postkomunističnih državah v 1990-ih »preuranjene« in »da so države, ki so hitro in zgodaj uvedle reforme, daleč presegle države, ki so reforme uvajale postopoma« v smislu BDP na prebivalca, indeksa človekovega razvoja Združenih narodov., politično svobodo in razvoja institucij. Inštitut je izpostavil tudi, da je bil proces privatizacije v Rusiji »globoko pomanjkljiv«, ker so bile ruske reforme »daleč manj hitre« kot tiste v Srednji Evropi in baltskih državah.
Raziskave centra Pew Research Center iz leta 2009 je pokazala, da je 72% Madžarov ter 62% Ukrajincev in Bolgarov menilo, da so po letu 1989, ko so prevladali prosti trgi, živeli slabše. Nadaljnja raziskava Pew Research Center iz leta 2011 je pokazala, da je 45% Litovcev, 42% Rusov in 34% Ukrajincev odobravalo prehod na tržno gospodarstvo. Leta 2018 sta učenjaka Kristen R. Ghodsee in Scott Sehon zatrdila, da »poznejše javnomnenjske raziskave in kvalitativne raziskave po Rusiji in Vzhodni Evropi potrjujejo vztrajnost teh občutkov, saj se je nezadovoljstvo ljudstva zaradi spodletelih obljub o blaginji prostega trga povečalo, zlasti med starejšimi«.
V raziskavi Pew Research Survey o evropskem javnem mnenju leta 2019 so državljanom Rusije, Ukrajine, Litve, Bolgarije, Poljske, Češke, Slovaške, Madžarske in nekdanje Vzhodne Nemčije zastavili dve vprašanji: ali odobravajo prehod na večstrankarsko demokracijo in ali odobravajo prehod na tržno gospodarstvo. V tej anketi je prehod na večstrankarsko demokracijo podprlo 85% Poljakov in Vzhodnih Nemcev, 82% Čehov, 74% Slovakov, 72% Madžarov, 70% Litovcev, 54% Bolgarov, 51% Ukrajincev in 43% Rusov; prehod na tržno gospodarstvo pa 85% Poljakov, 83% Vzhodnih Nemcev, 76% Čehov, 71% Slovakov, 70% Madžarov, 69% Litovcev, 55% Bolgarov, 47% Ukrajincev, in 38% Rusov.

### Seznam obstoječih komunističnih držav
Preostale komunistične države od leta 1993 naprej:
| Država   | Lokalno ime                                                       | Od                                                                                           | Vladajoča stranka                    |
| -------- | ----------------------------------------------------------------- | -------------------------------------------------------------------------------------------- | ------------------------------------ |
| Kitajska | V kitajščini: 中华人民共和国 V pinjinu: Zhōnghuá Rénmín Gònghéguó | 1. oktober 1949                                                                              | Komunistična partija Kitajske        |
| Kuba     | V španščini: República de Cuba                                    | 1. julij 1961                                                                                | Komunistična partija Kube            |
| Laos     | v laoščini: Sathalanalat Paxathipatai Paxaxon Lao                 | 2. december 1975                                                                             | Revolucionarna ljudska stranka Laosa |
| Vietnam  | V vietnamščini: Cộng hòa xã hội chủ nghĩa Việt Nam                | 2. september 1945 (Severni Vietnam) 30. april 1975 (Južni Vietnam) 2. julij 1976 (združitev) | Komunistična partija Vietnama        |

### Navajana dela
- Bideleux, Robert; Jeffries, Ian (2007), A History of Eastern Europe: Crisis and Change, Routledge, ISBN 978-0-415-36626-7
- Black, Cyril E.; English, Robert D.; Helmreich, Jonathan E.; McAdams, James A. (2000), Rebirth: A Political History of Europe since World War II, Westview Press, ISBN 978-0-8133-3664-0
- Böcker, Anita (1998), Regulation of Migration: International Experiences, Het Spinhuis, ISBN 978-90-5589-095-8
- Bugajski, Janusz; Pollack, Maxine (13. junij 1989). East European Fault Lines: Dissent, Opposition, And Social Activism (v angleščini). Avalon Publishing. ISBN 978-0-8133-7714-8.
- Cook, Bernard A. (2001), Europe Since 1945: An Encyclopedia, Taylor & Francis, ISBN 978-0-8153-4057-7
- Crampton, R. J. (1997), Eastern Europe in the twentieth century and after, Routledge, ISBN 978-0-415-16422-1
- Dale, Gareth (2005), Popular Protest in East Germany, 1945–1989: Judgements on the Street, Routledge, ISBN 978-0714654089
- Dowty, Alan (1989), Closed Borders: The Contemporary Assault on Freedom of Movement, Yale University Press, ISBN 978-0-300-04498-0
- Frucht, Richard C. (2003), Encyclopedia of Eastern Europe: From the Congress of Vienna to the Fall of Communism, Taylor & Francis Group, ISBN 978-0-203-80109-3
- Gaddis, John Lewis (2005), The Cold War: A New History, Penguin Press, ISBN 978-1-59420-062-5
- Goertz, Gary (1995), Contexts of International Politics, Cambridge University Press, ISBN 978-0-521-46972-2
- Grenville, John Ashley Soames (2005), A History of the World from the 20th to the 21st Century, Routledge, ISBN 978-0-415-28954-2
- Graubard, Stephen R. (1991), Eastern Europe, Central Europe, Europe, Westview Press, ISBN 978-0-8133-1189-0
- Hardt, John Pearce; Kaufman, Richard F. (1995), East-Central European Economies in Transition, M.E. Sharpe, ISBN 978-1-56324-612-8
- Harrison, Hope Millard (2003), Driving the Soviets Up the Wall: Soviet-East German Relations, 1953–1961, Princeton University Press, ISBN 978-0-691-09678-0
- Krasnov, Vladislav (1985), Soviet Defectors: The KGB Wanted List, Hoover Press, ISBN 978-0-8179-8231-7
- Laqueur, Walter (1994), The dream that failed: reflections on the Soviet Union, Oxford University Press, ISBN 978-0-19-510282-6
- Lipschitz, Leslie; McDonald, Donogh (1990), German unification: economic issues, International Monetary Fund, ISBN 978-1-55775-200-0
- Loescher, Gil (2001), The UNHCR and World Politics: A Perilous Path, Oxford University Press, ISBN 978-0-19-829716-1
- Michta, Andrew A.; Mastny, Vojtech (1992), East Central Europe after the Warsaw Pact: Security Dilemmas in the 1990s, Greenwood Press, ISBN 978-92-64-02261-4
- Miller, Roger Gene (2000), To Save a City: The Berlin Airlift, 1948–1949, Texas A&M University Press, ISBN 978-0-89096-967-0
- Miscamble, Wilson D. (2007), From Roosevelt to Truman: Potsdam, Hiroshima, and the Cold War, Cambridge University Press, ISBN 978-0-521-86244-8
- Navrátil, Jaromír (2006), The Prague Spring 1968: A National Security Archive Document Reader (National Security Archive Cold War Readers), Central European University Press, ISBN 978-963-7326-67-7
- Nekrich, Aleksandr Moiseevich; Ulam, Adam Bruno; Freeze, Gregory L. (1997), Pariahs, Partners, Predators: German–Soviet Relations, 1922–1941, Columbia University Press, ISBN 978-0-231-10676-4
- O'Connor, Kevin (2003), The history of the Baltic States, Greenwood Publishing Group, ISBN 978-0-313-32355-3
- O'Neil, Patrick (1997), Post-communism and the Media in Eastern Europe, Routledge, ISBN 978-0-7146-4765-4
- Pearson, Raymond (1998), The Rise and Fall of the Soviet Empire, Macmillan, ISBN 978-0-312-17407-1
- Philipsen, Dirk (1993), We were the people: voices from East Germany's revolutionary autumn of 1989, Duke University Press, ISBN 978-0-8223-1294-9
- Piotrowski, Tadeusz (2007), Poland's Holocaust: Ethnic Strife, Collaboration with Occupying Forces and Genocide in the Second Republic, 1918-1947, McFarland, ISBN 978-0-7864-2913-4
- Pollack, Detlef; Wielgohs, Jan (2004), Dissent and Opposition in Communist Eastern Europe: Origins of Civil Society and Democratic Transition, Ashgate Publishing, Ltd., ISBN 978-0-7546-3790-5
- Pugh, Emily (2008). »East Berlin: The Search for a National Building Style and Heimat-GDR« (PDF). The Berlin Wall and the urban space and experience of East and West Berlin, 1961–1989 (PhD). City University of New York. str. 123–157. Pridobljeno 10. februarja 2023.
- Roberts, Geoffrey (2006), Stalin's Wars: From World War to Cold War, 1939–1953, Yale University Press, ISBN 978-0-300-11204-7
- Shirer, William L. (1990), The Rise and Fall of the Third Reich: A History of Nazi Germany, Simon and Schuster, ISBN 978-0-671-72868-7
- Sillince, John (1990), Housing policies in Eastern Europe and the Soviet Union, Routledge, ISBN 978-0-415-02134-0
- Smith, David James; Pabriks, Artis; Purs, Aldis; Lane, Thomas (2002), The Baltic States: Estonia, Latvia and Lithuania, Routledge, ISBN 978-0-415-28580-3
- Roht-Arriaza, Naomi (1995), Impunity and human rights in international law and practice, Oxford University Press, ISBN 978-0-19-508136-7
- Teichova, Alice; Matis, Herbert (2003), Nation, State, and the Economy in History, Cambridge University Press, ISBN 978-0-521-79278-3
- Tucker, Robert C. (1992), Stalin in Power: The Revolution from Above, 1928–1941, W. W. Norton & Company, ISBN 978-0-393-30869-3
- Turner, Henry Ashby (1987), The Two Germanies Since 1945: East and West, Yale University Press, ISBN 978-0-300-03865-1
- Turnock, David (1997), The East European economy in context: communism and transition, Routledge, ISBN 978-0-415-08626-4
- Turnock, David (2006). The Economy of East Central Europe 1815-1989: Stages of Transformation in a Peripheral Region (v angleščini). Routledge. ISBN 978-0-415-18053-5.
- Wettig, Gerhard (2008), Stalin and the Cold War in Europe, Rowman & Littlefield, ISBN 978-0-7425-5542-6
- Williams, Kieran (1997), The Prague Spring and its Aftermath: Czechoslovak Politics, 1968–1970, Cambridge University Press, ISBN 978-0-521-58803-4
- Zwass, Adam (1984). The Economies of Eastern Europe in a Time of Change (v angleščini). M.E. Sharpe. ISBN 978-0-87332-245-4.